# Albi
Vous lisez un « bon article » labellisé en 2008.
Pour les articles homonymes, voir Albi (homonymie).
Albi est une commune française, préfecture du département du Tarn, en région Occitanie. En 2022, la ville d'Albi compte 50 605 habitants, et son unité urbaine 74 817 habitants. Albi est la ville-centre de la communauté d'agglomération de l'Albigeois qui compte 84 183 habitants (seize communes adhérentes).
Albi est surnommée la « ville rouge » du fait des briques ocre apparentes de sa cathédrale fortifiée et de son centre historique. Albi est ainsi remarquable par cette impressionnante cathédrale Sainte-Cécile, construite entre 1282 et 1480, et son palais de la Berbie, ancien palais des archevêques d'Albi, qui dominent le centre-ville historique et les rives du Tarn. Ce palais abrite le musée Toulouse-Lautrec qui regroupe la plus importante collection au monde d'œuvres du peintre postimpressionniste, né dans la commune. Enfin, Albi est surtout un haut-lieu historique dont le nom a été donné aux adeptes du catharisme, les albigeois (aussi appelés « cathares »), qui subirent une répression violente au XIIIe siècle de la part de l'Église catholique romaine, répression connue sous le nom de croisade des albigeois. La cathédrale Sainte-Cécile fut édifiée par les catholiques dans le cadre de leur lutte contre les cathares.
En 2010, l’ensemble architectural de la cité épiscopale d'Albi a été ajouté à la liste du Patrimoine mondial de l'UNESCO,. Cet ensemble comprend dans son périmètre : la cathédrale Sainte-Cécile ; le palais de la Berbie ; l'église Saint-Salvi et son cloître ; les rives du Tarn ; le pont Vieux ; plusieurs édifices classés « monuments historiques ».
Située sur la partie "est" du Midi toulousain, Albi est exposée à un climat méditerranéen altéré ; la ville est drainée par le Tarn et certains de ses affluents, le ruisseau de Carrofoul, le ruisseau de Caussels, le ruisseau de Jauzou, le ruisseau du Séoux, le ruisseau de Cunac, le ruisseau de la Mouline, le ruisseau Lavergne, le ruisseau Rieumas et par divers autres petits cours d'eau. En outre, la commune possède un patrimoine naturel remarquable, composé d'une zone naturelle d'intérêt écologique, faunistique et floristique.
Les habitants d'Albi sont appelés les Albigeois et les Albigeoises. 

## Géographie

### Localisation
Albi est une ville qui se situe sur le Tarn non loin des vignobles de Gaillac, du plateau cordais et de la forêt de la Grésigne. La commune est située en région Occitanie, au nord du département du Tarn, entre le bassin aquitain et le Massif central, sur la partie est du Midi toulousain. La géologie du département du Tarn présente l'aspect d'un amphithéâtre de plateaux et de collines inclinés vers le sud-ouest. À l'est d'Albi, les premiers plateaux de faible altitude forment les contreforts des Causses. Au sud-est, quelques moyennes montagnes, atteignant les 1 300 m d'altitude, forment une barrière : monts de Lacaune, mont du Sidobre et la montagne Noire. Au nord d'Albi, existe un plateau de basse altitude appelé le Ségala. Sa superficie est de 4 226 ha et son altitude moyenne de 170 m. Albi est située à cinquante minutes en voiture de Toulouse, à moins de trois heures des Pyrénées et à moins de deux heures de la mer Méditerranée. Les villes les plus proches sont : Castres, Mazamet, Graulhet, Lavaur, Gaillac, Carmaux, Montauban, Rodez, Carmaux et Toulouse (chef-lieu régional d'Occitanie).

### Communes limitrophes
Albi est limitrophe de quinze autres communes.
Les communes limitrophes sont Lescure-d'Albigeois, Cagnac-les-Mines, Cambon, Carlus, Castelnau-de-Lévis, Cunac, Florentin, Fréjairolles, Marssac-sur-Tarn, Puygouzon, Rouffiac, Saint-Juéry, Saliès, Le Sequestre et Terssac.
| Castelnau-de-Lévis                           | Cagnac-les-Mines  | Lescure-d'Albigeois, Saint-Juéry |
| Terssac, Marssac-sur-Tarn Florentin Rouffiac | Albi              | Cunac, Cambon                    |
| Carlus, Le Sequestre, Carlus                 | Saliès, Puygouzon | Fréjairolles                     |

#### Distances
Le tableau ci-dessous présente les distances routières en kilomètres (km) entre Albi et les dix plus grandes villes françaises et quelques capitales européennes.
| Paris  | Marseille | Lyon   | Toulouse | Nice   | Nantes | Montpellier | Strasbourg | Bordeaux | Lille  | Londres  | Berlin   | Madrid | Rome     |
| ------ | --------- | ------ | -------- | ------ | ------ | ----------- | ---------- | -------- | ------ | -------- | -------- | ------ | -------- |
| 681 km | 369 km    | 472 km | 76 km    | 525 km | 652 km | 201 km      | 937 km     | 310 km   | 897 km | 1 136 km | 1 674 km | 875 km | 1 230 km |

### Hydrographie et géologie
Le Tarn traverse la ville d'Albi. C'est le troisième plus important affluent de la Garonne après la Dordogne et le Lot. Il prend sa source au mont Lozère, traverse les gorges du Tarn puis rejoint Albi par l'est. Le Tarn forme une grande boucle qui divise en deux la ville, le centre historique se situant sur la rive gauche de la rivière. Il traverse la ville aux pieds des remparts et continue sa course vers le sud-ouest pour se jeter dans la Garonne. La rivière est navigable entre Albi et la Garonne. Elle permettait d'assurer le commerce du vin de Gaillac, du chanvre, du pastel et du charbon de Carmaux grâce à des gabarres à fond plat. Le Tarn a longtemps été un élément important de l'industrie albigeoise grâce à la puissance et à la régularité de son débit. Albi est aussi traversée par de petits affluents et sous-affluent du Tarn que sont le ruisseau du Séoux, le ruisseau de Caussels et son affluent le ruisseau de Jauzou. La vallée du Tarn où se trouve Albi correspond aux terrains sédimentaires du bassin aquitain déposés dans le golfe de l'Albigeois et du Castrais. On y retrouve de la molasse, datant du Quaternaire, déposée sur des terrasses creusées par le Tarn et sensible à l'érosion. Autour d'Albi, les plateaux formant le causse d'Albi ou de Carmaux sont faits de calcaire pauvre.

### Climat
Pour des articles plus généraux, voir Climat de l'Occitanie et Climat du Tarn.
En 2020, le climat de la commune est de type climat du Bassin du Sud-Ouest, selon une étude du Centre national de la recherche scientifique s'appuyant sur une série de données couvrant la période 1971-2000. En 2020, Météo-France publie une typologie des climats de la France métropolitaine dans laquelle la commune est exposée à un climat océanique altéré avec influence méditerranéenne mais reste classée dans la région climatique Aquitaine, Gascogne, caractérisée par une pluviométrie abondante au printemps, modérée en hiver, un faible ensoleillement au printemps, un été chaud et plutôt sec (température moyenne 22.80 °C en juillet et 22.80 °C en août), un début d'automne doux et ensoleillé (novembre humide), des vents faibles, des brouillards assez fréquents en hiver et des orages ponctuels en été (10 à 15 jours).
Pour la période 1990-2020, la température annuelle moyenne est de 14.10, avec une amplitude thermique annuelle de 16,2 °C. Le cumul annuel moyen de précipitations est de 740 mm mm, avec 10,2 jours de précipitations en janvier et 5,6 jours en juillet. Pour la période 1991-2020, la température moyenne annuelle observée sur la station météorologique de Météo-France la plus proche, « Albi », dans la commune du Sequestre à 4 km à vol d'oiseau, est de  et le cumul annuel moyen de précipitations est de 733,9 mm. 
La température maximale relevée sur cette station est de 42,3 °C, atteinte le 23 août 2023 ; la température minimale est de −20,4 °C, atteinte le 16 janvier 1985,,.
| Mois                                  | jan.             | fév.            | mars            | avril         | mai             | juin          | jui.            | août           | sep.          | oct.          | nov.            | déc.           | année      |
| ------------------------------------- | ---------------- | --------------- | --------------- | ------------- | --------------- | ------------- | --------------- | -------------- | ------------- | ------------- | --------------- | -------------- | ---------- |
| Température minimale moyenne (°C)     | 1,9              | 1,7             | 4,2             | 6,7           | 10,5            | 14,2          | 16,1            | 16,1           | 12,6          | 9,6           | 5,2             | 2,3            | 8,4        |
| Température moyenne (°C)              | 5,8              | 6,5             | 9,8             | 12,4          | 16,3            | 20,2          | 22,8            | 22,8           | 18,7          | 14,8          | 9,3             | 6,3            | 13,8       |
| Température maximale moyenne (°C)     | 9,7              | 11,4            | 15,3            | 18,1          | 22              | 26,1          | 28,8            | 29,1           | 24,9          | 20            | 13,5            | 10,3           | 19,1       |
| Record de froid (°C) date du record   | −20,4 16.01.1985 | −12 14.02.1983  | −9,8 01.03.05   | −3,6 03.04.22 | −0,2 05.05.1979 | 4,3 01.06.06  | 6,5 08.07.1978  | 4,9 30.08.1986 | 1 19.09.1977  | −2,7 25.10.03 | −9,4 23.11.1988 | −10,5 24.12.01 | −20,4 1985 |
| Record de chaleur (°C) date du record | 19,5 13.01.1993  | 24,7 23.02.1990 | 28,3 25.03.1981 | 30,1 14.04.24 | 35,4 21.05.22   | 40,5 27.06.19 | 40,8 30.07.1983 | 42,3 23.08.23  | 36,5 12.09.22 | 34,3 01.10.23 | 25,3 07.11.15   | 21 15.12.1989  | 42,3 2023  |
| Ensoleillement (h)                    | 90,5             | 119,7           | 175             | 187,9         | 219,4           | 247,4         | 275,5           | 263,1          | 215,8         | 155,9         | 95,9            | 88,1           | 2 134,2    |
| Précipitations (mm)                   | 60,7             | 48,6            | 54,8            | 80,4          | 78,9            | 62,7          | 45,8            | 49             | 57,1          | 64,9          | 65,5            | 65,5           | 733,9      |

| Diagramme climatique                                  |             |             |             |            |              |              |            |              |           |             |             |
| J                                                     | F           | M           | A           | M          | J            | J            | A          | S            | O         | N           | D           |
| 9,71,960,7                                            | 11,41,748,6 | 15,34,254,8 | 18,16,780,4 | 2210,578,9 | 26,114,262,7 | 28,816,145,8 | 29,116,149 | 24,912,657,1 | 209,664,9 | 13,55,265,5 | 10,32,365,5 |
| Moyennes : • Temp. maxi et mini °C • Précipitation mm |             |             |             |            |              |              |            |              |           |             |             |

Les paramètres climatiques de la commune ont été estimés pour le milieu du siècle (2041-2070) selon différents scénarios d'émission de gaz à effet de serre à partir des nouvelles projections climatiques de référence DRIAS-2020. Ils sont consultables sur un site dédié publié par Météo-France en novembre 2022.

## Urbanisme

### Typologie
Au 1er janvier 2024, Albi est catégorisée centre urbain intermédiaire, selon la nouvelle grille communale de densité à sept niveaux définie par l'Insee en 2022.
Elle appartient à l'unité urbaine d'Albi, une agglomération intra-départementale regroupant neuf  communes, dont elle est ville-centre,,. Par ailleurs la commune fait partie de l'aire d'attraction d'Albi, dont elle est la commune-centre,. Cette aire, qui regroupe 91 communes, est catégorisée dans les aires de 50 000 à moins de 200 000 habitants,.

### Occupation des sols

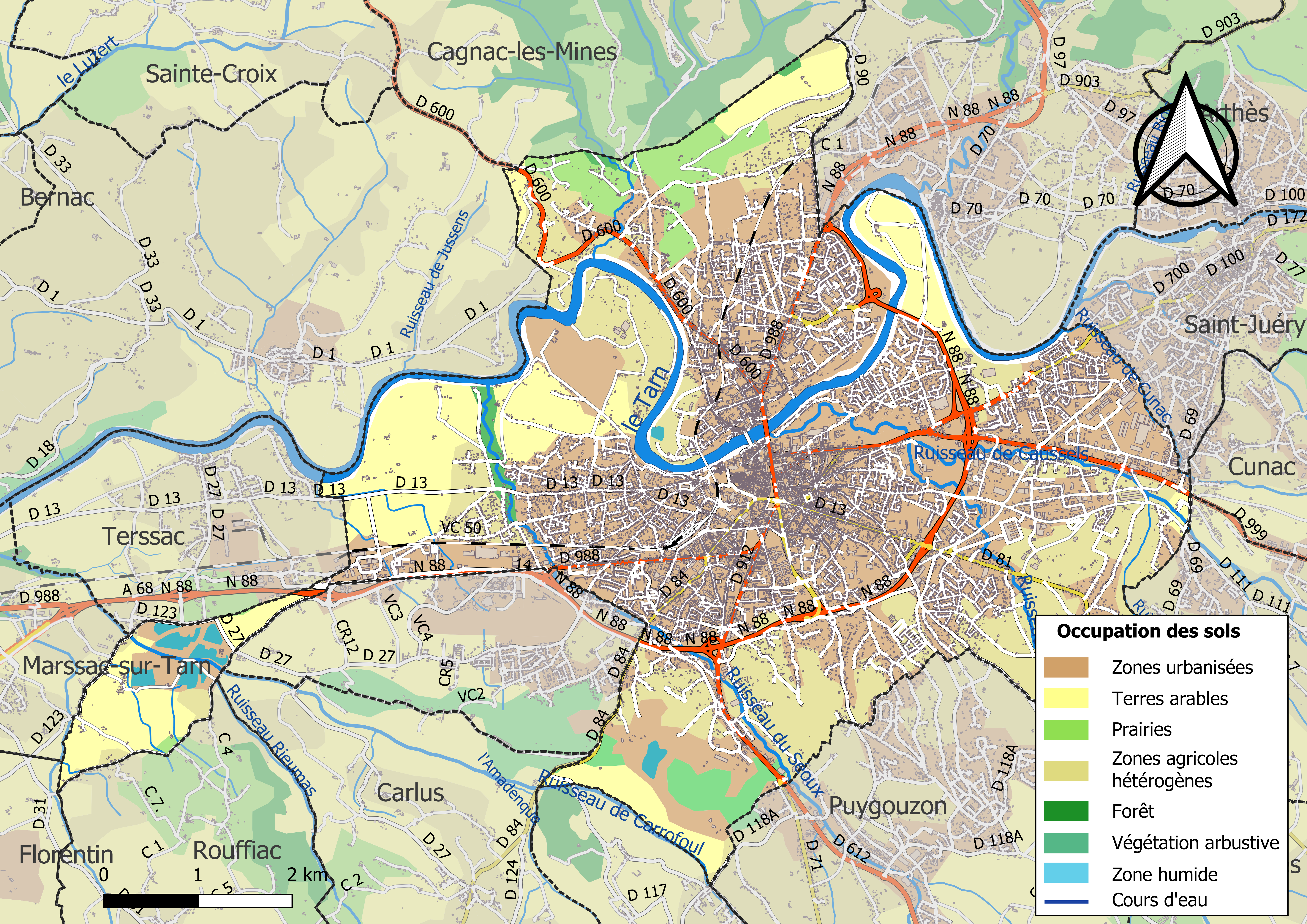
Carte des infrastructures et de l'occupation des sols de la commune en 2018 (CLC).

L'occupation des sols de la commune, telle qu'elle ressort de la base de données européenne d’occupation biophysique des sols Corine Land Cover (CLC), est marquée par l'importance des territoires artificialisés (53,5 % en 2018), en augmentation par rapport à 1990 (44,7 %). La répartition détaillée en 2018 est la suivante : 
zones urbanisées (40,9 %), zones agricoles hétérogènes (21,3 %), terres arables (16,1 %), zones industrielles ou commerciales et réseaux de communication (7,9 %), eaux continentales (4,6 %), espaces verts artificialisés, non agricoles (3,1 %), prairies (2,4 %), forêts (2,1 %), mines, décharges et chantiers (1,7 %). L'évolution de l’occupation des sols de la commune et de ses infrastructures peut être observée sur les différentes représentations cartographiques du territoire : la carte de Cassini (XVIIIe siècle), la carte d'état-major (1820-1866) et les cartes ou photos aériennes de l'IGN pour la période actuelle (1950 à aujourd'hui).

### Morphologie urbaine
Albi est délimitée par douze quartiers formés en tenant compte du sentiment d’appartenance exprimé par les habitants, de l’histoire d’Albi et de caractéristiques urbaines et géographiques. Au nord se trouvent les quartiers Le Breuil-Mazicou, Madeleine et Cantepau, au sud, Rayssac-Veyrières-Ranteil et le Lude-Bellevue, au centre, le Grand-Centre, à l'ouest, les quartiers Ouest - Pointe de Marre, et à l'est, la Piscine et la Plaine du Gô, la Renaudié, la Viscose, Lapanouse-Saint-Martin, Jarlard-Le Peyroulié et le Marranel-Le Roc. À noter que la Pointe de Marre forme une extension en queue de poêle.

### Logement

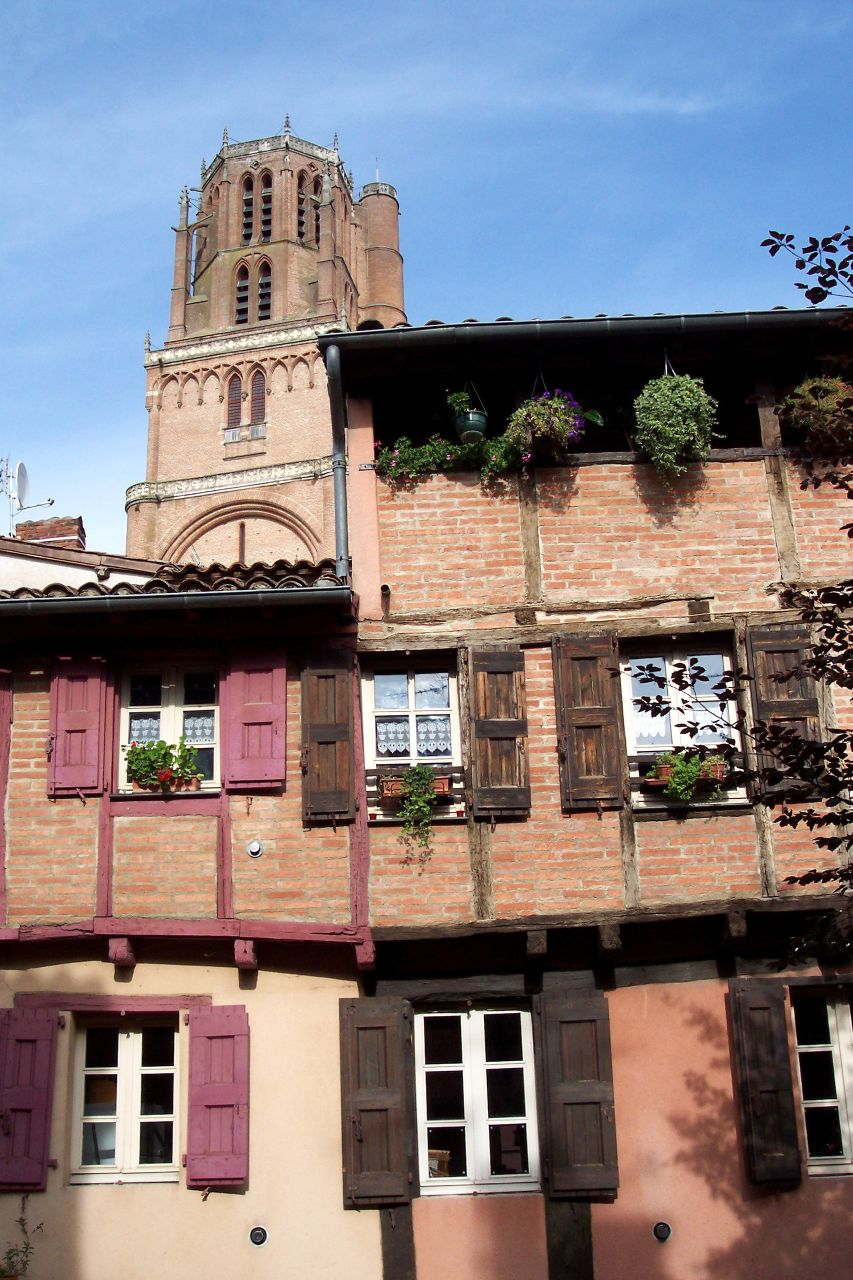
Habitat traditionnel en brique près de la cathédrale Sainte-Cécile.

Albi comptait 28 794 logements en 2015. Les constructions neuves sont peu présentes et le parc immobilier est assez ancien puisque près de la moitié des résidences principales ont été construites avant 1970. Les constructions antérieures à 1945 représentent même 20,4 % du parc.

Maisons à colombages place du cloître Saint-Savy.

88,3 % des logements sont des résidences principales, réparties à 51,2 % en maisons individuelles et à 48,5 % en appartements. Albi possède donc beaucoup de logements collectifs. Par ailleurs, 8,8 % des logements sont vacants. 47 % des habitants sont propriétaires de leur logement, contre 51,4 % qui sont locataires.
Albi compte 4 006 logements HLM, soit 18,57 % du parc en 2016. La ville ne respecte donc pas les dispositions de l’article 55 de la loi solidarité et renouvellement urbains (SRU) de décembre 2000 fixant, pour Albi, à 20 % le taux minimum de logements sociaux. Elle est cependant exonérée de prélèvement,.
En 2015, la plupart des résidences principales possèdent 4 pièces ou plus (55,2 %), ou 3 pièces (19,1 %), puis 2 pièces (15,5 %). Les petits logements restent peu nombreux (studios : 10,2 %). La ville possède par conséquent des logements de taille importante du fait de l'espace immobilier non restreint, permettant de grandes constructions, et du fait de la demande faible en petits logements,. Enfin il faut préciser que ces logements sont bien dotés puisque 62,7 % ont un chauffage central collectif ou individuel et 33,8 % tout électrique. 67,4 % dispose d'au moins un emplacement réservé au stationnement.

### Projets d'aménagement
Au début du XXIe siècle, la ville connaît un vaste chantier d'embellissement. De nombreux lieux publics et de nombreuses rues ont été réhabilités et rénovés dans le respect architectural de la ville. Ainsi, la ville a investi dans un nouvel espace culturel avec la médiathèque Pierre-Amalric. La place du Vigan au cœur du centre-ville a été rénovée et est désormais totalement piétonne. Le marché couvert a été rénové afin de devenir un lieu d'échange et de communication. Enfin, la place Sainte-Cécile a été entièrement repensée pour le public.
La rocade d'Albi, dont la construction a démarré en 1972, est désormais à 2×2 voies sur l'ensemble de son parcours jusqu'au giratoire de Larquipeyre depuis 2015. Elle contourne l'est de la ville par l'axe majeur menant à Toulouse au sud et à Rodez au nord. À partir de février 2007, les travaux ont permis l'aménagement des ponts de la rocade et la mise en place de murs anti-bruits. Le sud de la rocade, la voie express Albi-Marssac, a été aménagée pour rejoindre l'autoroute A68 vers Toulouse. La section Albi-Marssac a été inaugurée en janvier 2010. Les derniers tronçons au niveau du Lude, du stadium et de la route de Millau ont été ouverts en 2015.
À l'ouest, un centre commercial de 10 hectares nommé les « Portes d'Albi » dans le quartier de Fonlabour au bord de la rocade avec de nombreuses enseignes a ouvert ses portes le 30 septembre 2009. Les bâtiments de 500 m de long sont équipés de panneaux solaires et de récupérateurs de pluie.
La construction d'un grand complexe composé de salles de spectacle et de nombreux cinémas souterrains, d'un parking souterrain et d'un restaurant panoramique sur le toit du théâtre a eu lieu sur l'ancienne place de l'Amitié entre les peuples. Ce projet, appelé « grand théâtre d'Albi » ou parfois « projet des Cordeliers », a été remporté par l'architecte Dominique Perrault. Le début des travaux a débuté en 2011 et s'est terminé en janvier 2014.
Autour de la place de l'Amitié entre les peuples, de nombreux aménagements urbains ont été réalisés, notamment sur la place Lapérouse, qui est devenue entièrement piétonne, agrémentée de fontaines conçues par des designers étrangers, ainsi que la rue des Cordeliers qui mène au parc Rochegude.
Depuis mai 2025, une passerelle cyclable et piétonne a également été mise en place pour relier la rive droite du Tarn et le centre historique de la ville. Celle-ci était initialement en projet depuis 2015, les travaux ayant débutés fin juin 2017, pour une inauguration prévue en 2020. Cependant, suite à de nombreuses raisons (faillite des entreprises, COVID, contentieux…), la passerelle finit par être inaugurée le 26 mai 2025.

### Risques naturels et technologiques
Albi est concernée par plusieurs risques majeurs : l'inondation, les mouvements de terrain, le transport de matières dangereuses et la tempête.
Du fait de sa construction sur les rives du Tarn, dans sa plaine alluviale, Albi est concerné par un risque d'inondation. Plusieurs ruisseaux, tel ceux de Caussels, Maranel, Jauzou, Falcou et Séoux au sud, mais aussi ceux de Cunac à l'est et de Carrofoul et Lavergne à l'ouest menacent les faubourgs de la ville en cas de fortes précipitations.
Un risque d'effondrement de terrain est présent à Albi, du fait notamment de l'érosion des berges du Tarn, du tassements superficiels dus à la sécheresse par un phénomène de gonflement-retrait des sols argileux et un effondrement des galeries de carrières souterraines datant des années 1980.
Par ailleurs, le site de Dyrup présente un risque d'explosion, d'incendie et de nuage toxique.Ce risque étant désormais levé l'entreprise ayant fait faillite a fermé en 2020.

### Voies de communication et transports

#### Voies routières
Albi est située sur l'axe de communication entre Toulouse et Lyon. L'autoroute A68 permet d'accéder à Albi au sud-ouest depuis Toulouse. Elle se transforme en route nationale 88 à l'approche d'Albi. Cette même route nationale 88 continue au nord-est jusqu'à Rodez en Aveyron et Lyon. Le réseau principal est aussi complété par la route départementale 612 qui permet d'accéder au sud-est à Castres puis à Carcassonne via Mazamet. Sur le réseau secondaire, la départementale 999 part à l'est en direction de Millau en traversant le parc naturel régional des Grands Causses. Au nord-ouest, la route départementale 600 rejoint Cordes-sur-Ciel puis Saint-Antonin-Noble-Val et enfin Caussade en Tarn-et-Garonne. Albi est située à 789 km de Paris, 390 km de Barcelone et 195 km de Montpellier.

#### Transports en commun

##### Rail
Albi possède deux gares ferroviaires : Albi-Ville (la plus grande) et Albi-Madeleine. La ligne principale est la ligne de chemin de fer Toulouse-Rodez qui passe aussi à Carmaux. Ces deux gares sont desservies par des Intercités de nuit qui les relient à la Paris-Austerlitz, mais aussi par des TER Occitanie qui les relient aux gares de Toulouse-Matabiau et de Carmaux ou de Rodez,.
Plusieurs lignes secondaires sont aujourd'hui fermées. C'est le cas de la ligne de chemin de fer Tournemire-Albi qui ne fut jamais terminée. La partie Albi-Saint-Juéry est ouverte en 1899 et fermée le 12 février 2001. Albi était aussi reliée par les chemins de fer à Castelnaudary entre 1865 et 1987 (voir ligne de Castelnaudary à Rodez) et gérés au début par la Compagnie des chemins de fer du Midi.

##### Bus et cars
Albi est desservie par le réseau urbain Albibus, qui se compose de 16 lignes régulières traversant l'agglomération, et qui transitent toutes par le centre-ville. La gare routière de la ville, située au niveau de la Place Jean Jaurès, en centre-ville, constitue le cœur du réseau puisqu'elle est desservie par l'ensemble de ces lignes régulières. Cette gare routière est également un point central du réseau régional liO, puisque 14 lignes régulières desservent la place, reliant Albi à de nombreuses villes du Tarn et d'au-delà, et notamment à Castres, Millau, Rodez, Montauban, Saint-Sulpice-la-Pointe, Lavaur, Carmaux ou encore Lacaune.

#### Transports aériens
Albi est également desservie par l'aérodrome d'Albi - Le Sequestre, situé à 2,5 km au sud-ouest de la ville. Il est géré par le syndicat mixte de l'aérodrome d'Albi. Il a failli fermer en juillet 2005 par manque de trafic et la non volonté d'investir en augmentant la longueur de l'unique piste créée en 1974. L'aérodrome ne sert plus Paris, ni aucune autre destination. Sa proximité avec Toulouse le met en concurrence directe. En 2004, l'aérodrome a accueilli 4 262 passagers.
Les aéroports nationaux et internationaux les plus proches sont l'aéroport de Toulouse-Blagnac, l'aéroport de Castres-Mazamet et l'aéroport de Rodez-Aveyron.

## Toponymie
Albi s'écrit de la même manière Albi en occitan, mais se prononce accentué sur la première syllabe.
La forme *Albiga en latin tardif, reconstituée à partir de mentions telles que civitas Albigensium « la cité des Albigeois » dans la Notitia Galliarum (fin IVe siècle ou début Ve siècle), ou encore apud Albiginsem Galliarum urbem, « à la ville albigeoise des Gaules », relevé chez Grégoire de Tours (VIe siècle), n'est jamais attestée telle quelle dans les textes, comme le fait remarquer Ernest Nègre. Si l'on exclut les nombreux emplois adjectivaux ou dérivés (les seuls apparemment rencontrés à date ancienne), les premières formes autonomes attestées du nom d'Albi semblent être Albio en 961, puis Albi vers 972.
Trois hypothèses étymologiques ont été avancées :
La première en date (dans les années 1930) est attribuable à Auguste Vincent, qui en fait le dérivé adjectival d'un nom de personne gallo-roman Albius, soit « (le domaine/ la maison) d'Albius ». Cette explication est reprise en 1972 puis 1990 par Ernest Nègre, qui n'y voit cependant qu'un réemploi pur et simple du nom Albius, et non d'une forme adjectivale qui en serait dérivée,. Cette dernière analyse est reproduite à l'identique quelques années plus tard par Bénédicte et Jean-Jacques Fénié, et mentionnée par certaines publications locales.
La seconde explication, apparue en 1963, est due à Albert Dauzat et Charles Rostaing, qui en font le dérivé obscur d'un appellatif pré-celtique *alba « colline », d'où « forteresse (comprendre oppidum), ville ». Charles Rostaing avait en effet mis en évidence l'emploi fréquent d'une base *al-b- « hauteur » tout autour de la Méditerranée, et plus diffus ailleurs. Cet auteur la rattache à la racine pré-celtique *al- « hauteur », étudiée en particulier par Alfredo Trombetti (it). Une telle interprétation ne semble pas avoir été reprise depuis, mais elle est également mentionnée dans quelques publications locales.
Une troisième analyse a été proposée en 2011 par Pierre-Henri Billy. Ce dernier pense que certaines formes anciennes considérées comme adjectivales (par exemple, Albigæ, Albige en 575-594 chez Grégoire de Tours) sont en fait des formes féminines représentant un étymon gallo-roman *ALBIGA ou *ALBICA. Le toponyme serait par la suite devenu masculin, pour une raison inconnue. Pierre-Henri Billy considère que ce nom a été formé sur celui des Albici ou Albiques, tribu celto-ligure du groupe des Commoniens autrefois installés à Riez, à l'origine du nom d'Albiosc (aujourd'hui réunie à Esparron-de-Verdon) au sud-ouest de Riez, et dont une partie serait venue s'installer sur le site actuel d'Albi. Dans cette hypothèse, la civitas Albigensium mentionnée dans la Notitia Galliarum (voir ci-dessus) serait à interpréter par « la cité des Albiques », un type d'appellation récurrent dans la Gaule romaine, formé sur un nom de peuple.

## Histoire

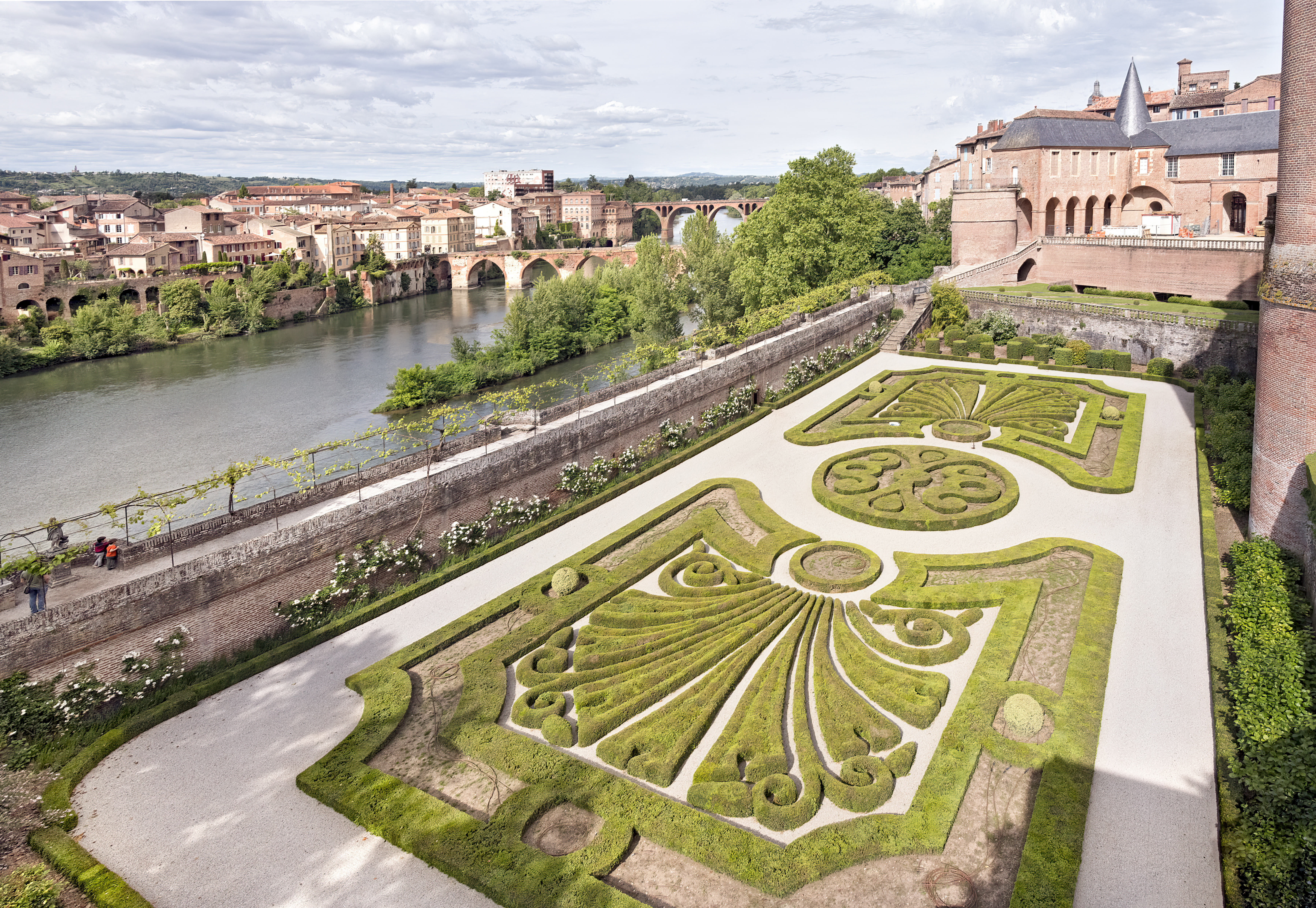
Jardin du palais de la Berbie.

Ville créée pendant l'Antiquité, elle est le fief des seigneurs Trencavel au Moyen Âge puis du catharisme. Elle devient une cité épiscopale dès le XIIIe siècle. C'est durant la Renaissance que la ville s'enrichit grâce à la culture du pastel. Plusieurs hôtels particuliers restent les témoins de cette époque. À la Révolution française, les biens du Clergé sont vendus et les différents bâtiments deviennent des centres administratifs. Le XIXe siècle est marqué par l'essor de l'industrie avec la verrerie et la chapellerie ainsi que l'extraction de la houille près de Carmaux.

### Préhistoire
Les premiers hommes s'installent sur les bords du Tarn attirés par l'eau et par l'abondance de galets. Ils laissent derrière eux de nombreuses pierres taillées comme des bifaces, des racloirs ou des choppers. Puis des restes d'objets en bronze puis en fer sont retrouvés dans les environs d'Albi. Un atelier de fondeur est découvert près de l'oppidum naturel du Castelviel. Le Tarn est navigable à partir d'Albi d'où l'installation des premiers hommes dans cette région. De plus, le site est proche de vallées fertiles et de richesses minières exploitables. Durant la seconde moitié du IVe siècle av. J.-C., les Rutènes, des Gaulois, créent un large domaine correspondant aux futurs diocèses d'Albi et de Rodez.

### Antiquité
En 120 av. J.-C., la région est conquise par les Romains, mais la romanisation est faible et Albi conserve son caractère de petite cité gauloise. Le port d'Albi devient un lieu d'échange et de transit de nombreuses marchandises et de voyageurs. L'agriculture reste tout de même l'activité économique majeure de la cité. Le premier évêque d'Albi est Diogène vers 405 et la première mention de Civitas albigensium date de 406.
En 418, les Wisigoths envahissent la région et en prennent le contrôle, puis les Francs s'en emparent en 507. Le duc Didier la soumet de façon temporaire à la tutelle de Chilpéric Ier, le roi de Neustrie. Rapidement, le royaume des Francs récupère l'Albigeois sous la gouvernance de Clotaire II. En juillet 666, un grand incendie ravage la ville.

### Moyen Âge

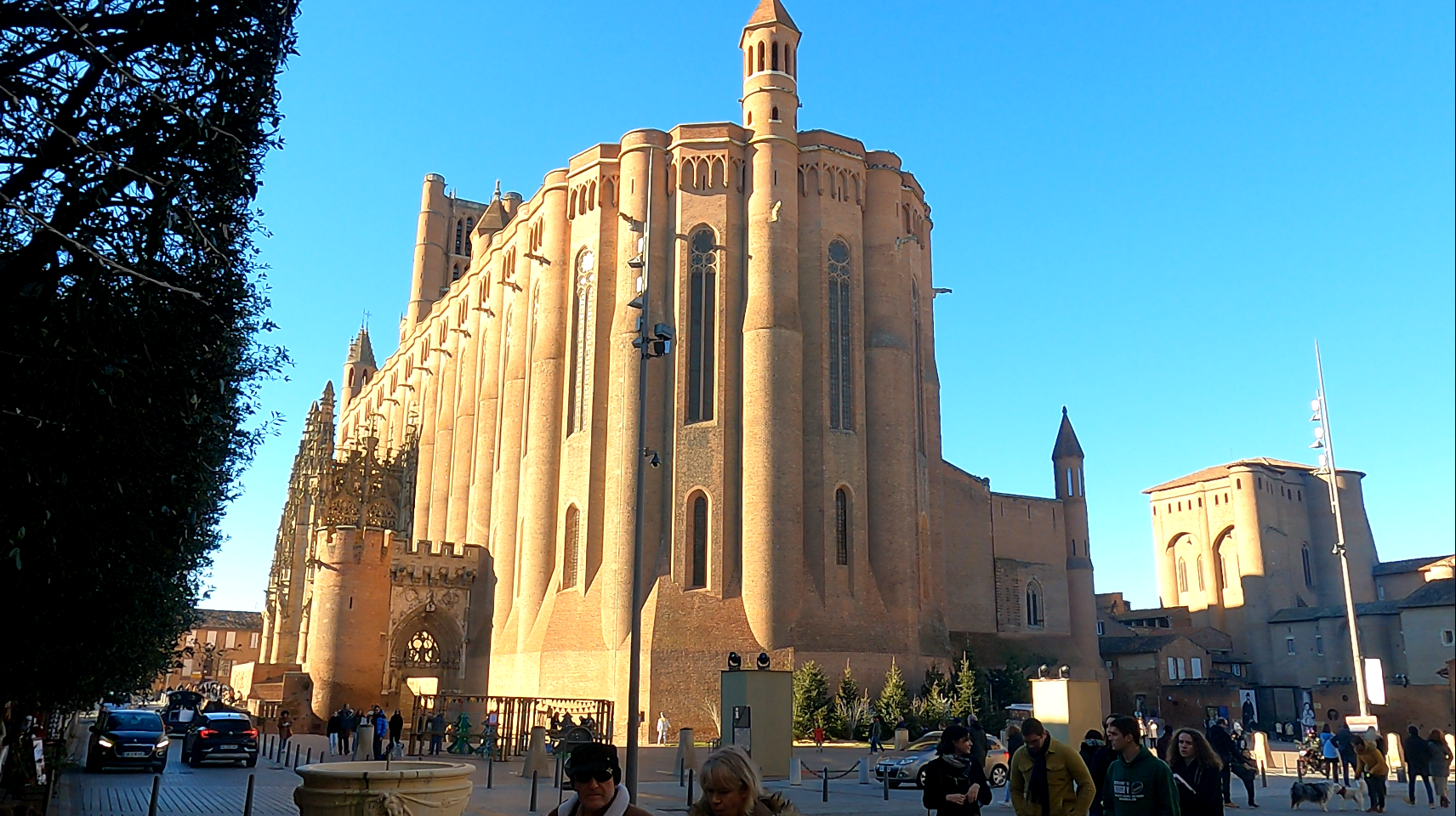
La cité épiscopale avec la cathédrale et le palais de la Berbie (à droite).

Durant le Moyen Âge, la ville est un oppidum ceint de murailles. Au Xe siècle, le premier pont sur le Tarn est construit à Albi. Il s'agit de l'actuel Pont-Vieux. Ce pont permet le développement de la ville sur les deux rives du Tarn. Vers l'An Mil, Albi entre dans le fief de la famille Trencavel, les seigneurs d'Ambialet. La ville est pourtant fief ecclésiastique, mais comme un Trencavel était toujours évêque, la famille en use comme de son bien.
Aux XIIe et XIIIe siècles, Albi est un centre du mouvement religieux cathare ; une controverse qui s'y tient donne d'ailleurs aux Cathares le surnom d'Albigeois (ceux qui défendent la doctrine prônée à Albi). L'hérésie progresse rapidement et les diverses missions et prédications des prêtres de l'Église catholique romaine n'empêchent pas son essor. Le catharisme est violemment réprimé lors de la croisade contre les Albigeois. Albi passe pourtant dans le camp catholique sans résistance sous l'impulsion de son évêque Guilhem Peyre qui renforce notablement l'autonomie de la ville ; le vicomte de Carcassonne, Raimond-Roger Trencavel, perd son fief en 1209 lors de la prise de Carcassonne. Par la suite, sous l'égide du seigneur de la ville et vice-inquisiteur de France Bernard de Castanet, la construction du palais épiscopal fortifié de la Berbie et de l'imposante cathédrale Sainte-Cécile ancre la ville dans le giron de l'Église. Les évêques veulent marquer le pouvoir de l'Église grâce à ces nouveaux bâtiments. La ville est aussi un important centre culturel connu pour son scriptorium. Il permet de copier des textes et des livres de la vie liturgique.
Au XIVe siècle, la structure de la ville se transforme de façon importante. Elle se divise en six quartiers, ou « gaches » entourés de murailles. Le pont Vieux est fortifié à la fois du côté du faubourg et de la ville, avec un pont-levis à chaque extrémité. Il est surmonté de maisons avec en son centre une chapelle dédiée à la Vierge. La Plassa est le cœur de la cité située au pied de la cathédrale. Dans les faubourgs se trouvent les moulins et les tanneries. Le grand nombre de ces moulins, dix destinés aux céréales, plus les moulins à foulons, les moulins actionnant des forges (soufflets et outils battant le métal) et enfin les moulins installés sur des barques par manque de place sur les rives, encombre le lit de la rivière, qui ne peut plus s'écouler. Son cours naturel étant modifié, le dépôt de sédiments comme l'érosion sont eux aussi modifiés, conduisant à sacrifier certains de ces moulins pour laisser les eaux s'écouler.
Le fort séisme catalan du 2 février 1428 est ressenti jusqu'à Albi.

### Temps modernes

Chœur et jubé de la cathédrale Sainte-Cécile construite entre le.

L'époque de la Renaissance est marquée par la prospérité grâce à la culture du pastel, plante servant entre autres à faire un colorant bleu très recherché à l'époque. La région est appelée « pays de cocagne ». De nombreux bourgeois deviennent rapidement riches et influents dans la vie de la ville. C'est l'époque de la construction de nombreuses demeures et hôtels particuliers encore visibles de nos jours dans les rues d'Albi. La maison Enjalbert, l'hôtel Gorsse et l'hôtel de Reynès sont de bons exemples de l'architecture de cette période. Elle se caractérise par l'utilisation exclusive de la brique foraine pour les murs et de la pierre pour les encorbellements et les entourages de portes et fenêtres.
En 1474, Louis d'Amboise est nommé évêque d'Albi. Il a été auparavant ambassadeur de France à Rome puis conseiller du roi Louis XI et Lieutenant général de la province de Languedoc. Il est à l'origine de l'installation de Neumeister, un maître-imprimeur originaire de Mayence et collaborateur de Gutenberg. C'est l'un des premiers ateliers d'imprimeurs de France après celui de Paris et Lyon.
Au XVIe siècle, de nouveaux troubles apparaissent avec l'arrivée du calvinisme en France vers 1540. L'évêché d'Albi est considéré comme l'un des plus importants du royaume, à cause de ses revenus considérables. Toutefois les guerres civiles qui désolaient l'Albigeois en firent l'un des plus difficiles à administrer. Plusieurs Italiens se succédèrent sur ce siège. En les choisissant, le pouvoir était sans doute convaincu qu'il trouverait en eux plus de fermeté et plus d'empressement que chez les prélats français à exécuter les mesures sévères qu'il avait à ordonner pour réprimer les désordres intérieurs.
Le 25 février 1560, Albi organise une grande procession expiatoire et la régente Catherine de Médicis nomme au siège épiscopal son cousin Laurent Strozzi qui est chargé de défendre la ville contre les protestants. Le massacre de la Saint-Barthélemy (24 août 1572 à Paris) se répète à Albi le 5 octobre, et donne lieu à des règlements de compte. Albi adhère à la fronde politique de la Ligue.
Vers 1581, en plus des guerres de religion, la peste fait des ravages dans Albi.
En 1593, les États de la Ligue ont lieu en présence de Henri duc de Joyeuse. Le Palais de la Berbie devient une place forte armée jusqu'en 1598, date à laquelle la Ligue disparaît avec la nomination de Henri IV de France comme roi de France.
Le XVIIe siècle est une période de déclin économique pour Albi et sa région. Le pastel est en perte de vitesse et la ville recherche de nouveaux débouchés économiques. La verrerie, la tannerie et le tissage sont des activités importantes mais la ville n'arrive pas à revenir au niveau de prospérité passée. Plusieurs briqueteries se sont installées en périphérie et fournissent le matériau de construction de la ville. Le contexte économique à la veille de la Révolution française en 1789 est particulièrement difficile.

### Révolution française et Empire

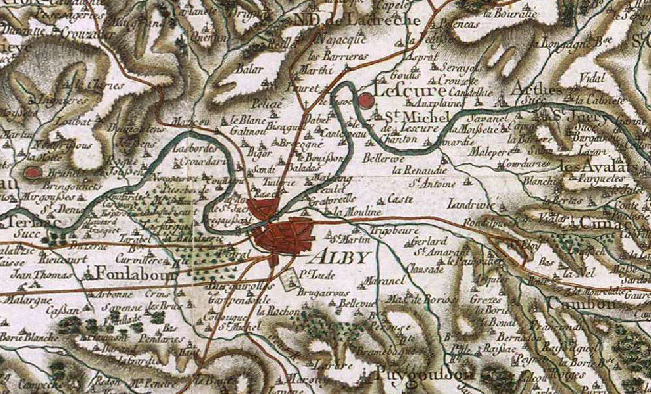
Albi (Alby) et ses environs sur la carte de Cassini (1780).

À la Révolution, Albi perd un temps son rôle moteur au profit de Castres devenu le chef-lieu du nouveau département du Tarn en 1790. Mais les républicains jugent Castres peu sûre et la fuient pour se réfugier à Albi. La ville devient chef-lieu en 1797, après cette brève période d'hégémonie castraise. Les biens du clergé sont vendus et le couvent des Carmes devient l'actuel palais de justice et celui des Cordeliers est transformé en prison. Le Palais de Berbie devient le siège de l'administration départementale jusqu'en 1823. En 1794, les archives du clergé sont brûlées sur la place du Vigan.
Au XVIIIe siècle, le marquis de Solages, seigneur de Carmaux, tente l'une des premières extractions industrielles de charbon en France. Il obtient l'autorisation de construire une ligne de chemin de fer hippomobile jusqu'à Albi. Ainsi naît le faubourg de la Madeleine.

### Époque contemporaine
Le chemin de fer arrive à Albi le 24 octobre 1864, rattaché à la ligne de la Cie du P-O Toulouse-Lexos par l'embranchement depuis Tessonières. Un deuxième pont, l'actuel Pont Neuf, est construit sur le Tarn, ainsi qu'un viaduc pour le train ouvert en octobre 1864. La métallurgie s'implante au Saut du Tarn entraînant l'apparition de fonderies spécialisées, mais l'activité la plus connue est la verrerie ouvrière d'Albi, fondée en 1896 en coopérative ouvrière autogérée grâce à l'aide d'une souscription nationale et de Jean Jaurès, et à la suite de la grève de Carmaux de 1895. La chapellerie est aussi une industrie importante d'Albi, la plaçant parmi les premières de France au XIXe siècle. En 1931, cette verrerie autogérée passe au statut de société coopérative ouvrière de production (SCOP).

Albi au Soleil couchant. Autour du Tarn, enjambé par le Pont Vieux, la vieille ville va s'endormir, tandis que la cathédrale Sainte-Cécile reste debout dans le ciel. Juin 2009.

Pendant la Seconde Guerre mondiale, le régime de Vichy créé un Centre de rassemblement des étrangers. En août 1942, des manifestations ont lieu contre la Relève.
L'archevêque d’Albi, Jean-Joseph Moussaron, proteste ouvertement dès 1942 contre les persécutions à l’encontre des Juifs. Il organise parallèlement l’accueil clandestin de réfugiés juifs dans certaines institutions catholiques de la région et nomme secrètement des aumôniers dans les maquis. Arrêté par la Gestapo le 12 juin 1944 puis incarcéré à Toulouse, Moussaron est accueilli triomphalement par les Albigeois à sa libération.
Peu avant la Libération, une colonne allemande tenta de passer le Tarn, en venant de la Madeleine. Des résistants locaux et étrangers (beaucoup de Polonais et d'Espagnols) livrent un combat acharné sur le Pont-Neuf avant de devoir décrocher. Un monument aux morts rappelle toujours leur action.
On peut noter la présence d'un camp de 1 200 prisonniers de guerre russes situé à 1 à 2 km de la ville sur la route de Saint-Juéry en octobre 1945,.
Des unités militaires ont stationné à Albi, dont le 143e régiment d'infanterie en 1906.
De nos jours, Albi est un pôle d'innovation prometteur avec l'école des mines d'Albi-Carmaux (recherches sur l'énergie solaire, les voitures et les carburants propres). La ville met en avant ses atouts naturels (climat agréable et paysages) et culturels pour développer le tourisme vert, qui est en expansion. Par ailleurs, la ville fait des efforts soutenus pour s'améliorer et s'embellir : la place du Vigan, ainsi que, tout récemment, celle de la Cathédrale, ont été entièrement refaites.

## Politique et administration

### Rattachements administratifs et électoraux

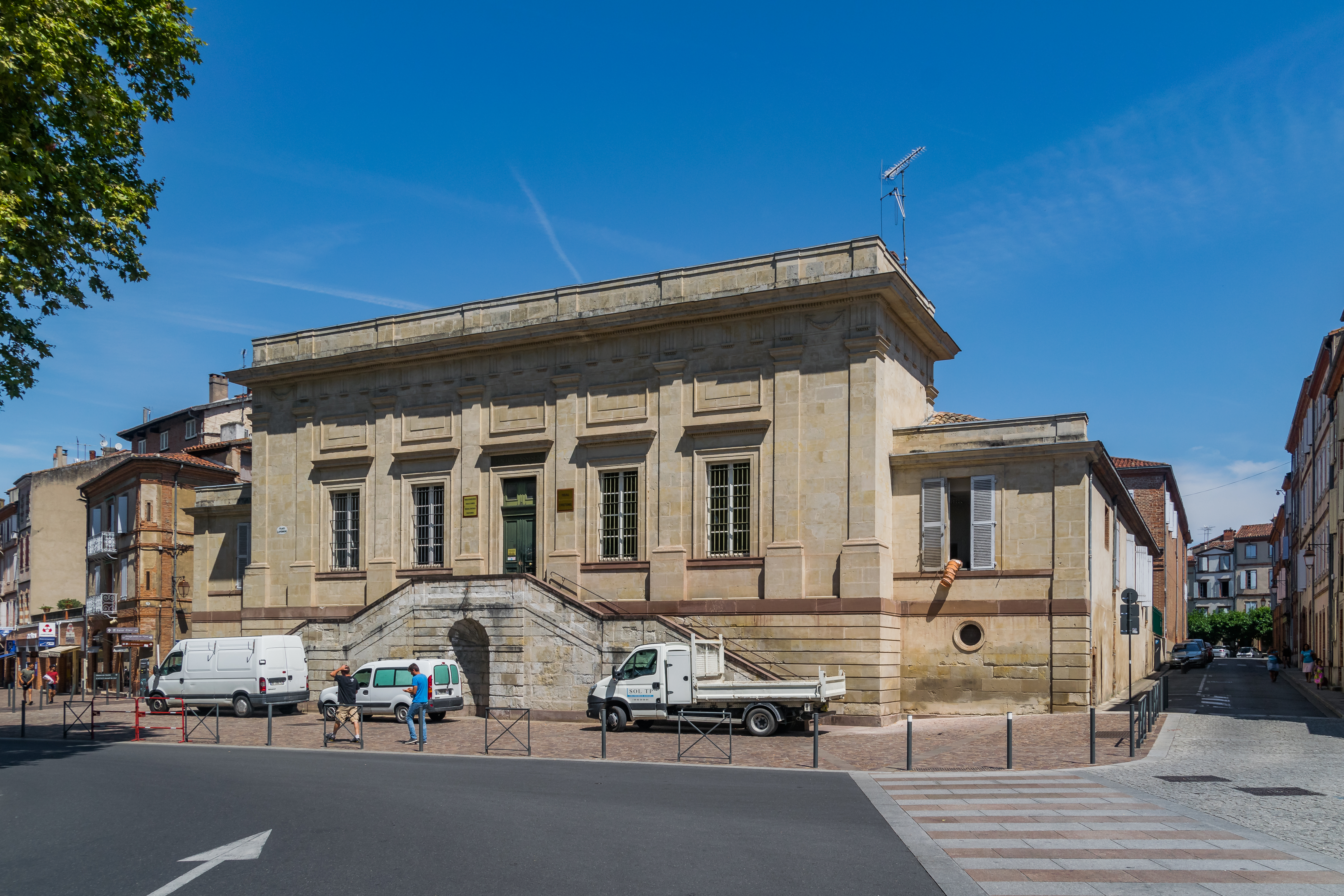
Palais de justice d'Albi.

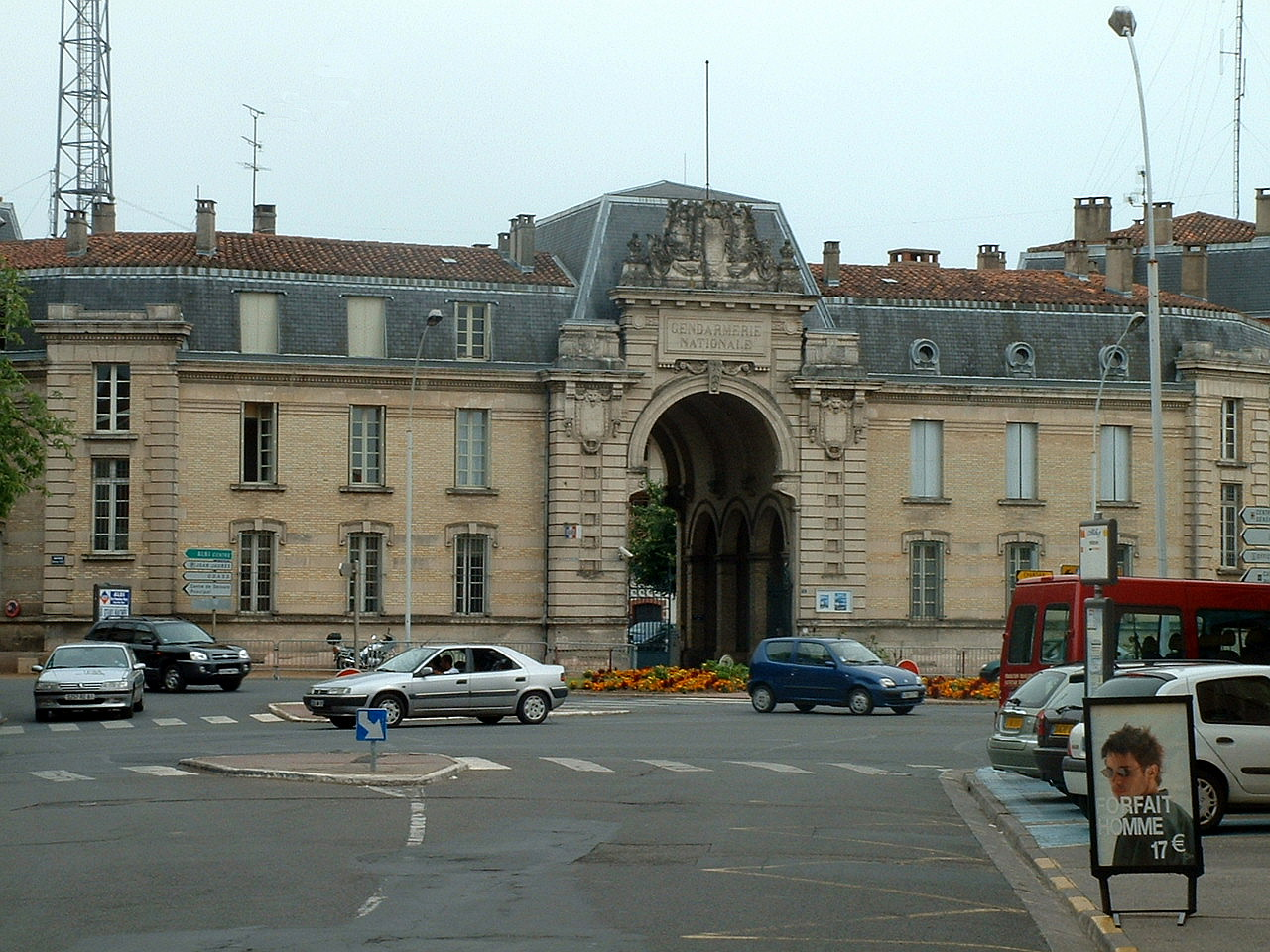
Gendarmerie nationale.

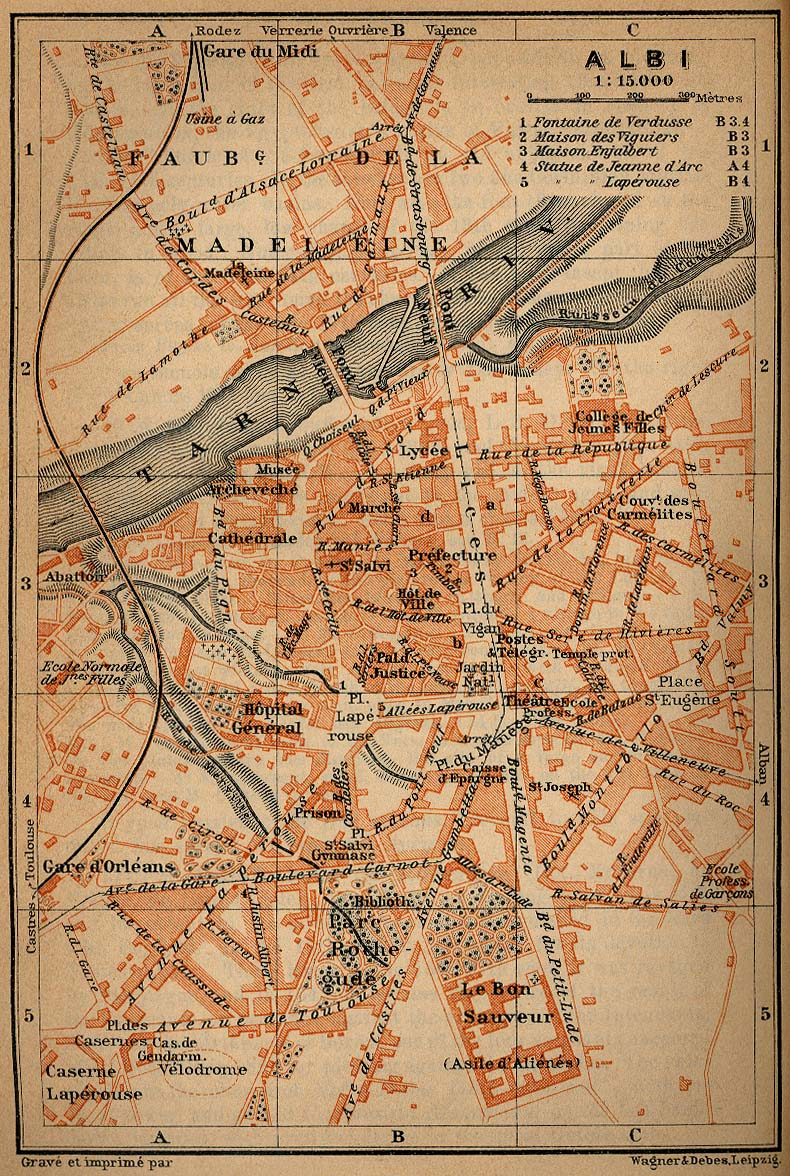
Carte d'Albi en 1914.

Albi est la préfecture du département du Tarn depuis 1797. C'est aussi le chef-lieu de six cantons :
- le canton d'Albi-Centre est formé d'une partie d'Albi (11 772 habitants) ;
- le canton d'Albi-Est est formé d'une partie d'Albi et de la commune de Fréjairolles (10 419 habitants) ;
- le canton d'Albi-Nord-Est est formé d'une partie d'Albi et des communes d'Arthès, Le Garric et Lescure-d'Albigeois (11 725 habitants) ;
- le canton d'Albi-Nord-Ouest est formé d'une partie d'Albi et des communes de Cagnac-les-Mines, Castelnau-de-Lévis, Mailhoc, Milhavet, Sainte-Croix et Villeneuve-sur-Vère (11 570 habitants) ;
- le canton d'Albi-Ouest est formé d'une partie d'Albi et des communes de Marssac-sur-Tarn et Terssac (9 836 habitants) ;
- le canton d'Albi-Sud est formé d'une partie d'Albi et des communes de Carlus, Puygouzon, Rouffiac, Saliès et Le Sequestre (12 406 habitants).

Albi est le pilier de la communauté d'agglomération de l'Albigeois qui, créée en 2003, regroupe aujourd'hui 17 communes. Elle possède une police municipale, un commissariat de police et une brigade de gendarmerie nationale. La ville abrite désormais une nouvelle caserne de pompiers sur le site d'une ancienne usine qui a servi à plusieurs entreprises comme Spanghero ou Fleury Michon.
Le palais de justice d'Albi fait partie de la juridiction de l'arrondissement judiciaire d'Albi regroupant le tribunal de grande instance, le tribunal pour enfants, les tribunaux d'instance, le tribunal de commerce et le conseil de prud'hommes, et bien sûr y siègent les assises du Tarn. Le bâtiment est l'ancien couvent de Carmes dont il reste le cloître du XIVe siècle.

### Tendances politiques et résultats
Le conseil municipal d'Albi est composé de quarante-trois membres, dont le maire, Stéphanie Guiraud-Chaumeil, et treize adjoints.
Politiquement, Albi est une ville de droite depuis l'élection de Philippe Bonnecarrère en 1995. Cependant, le maire précédent était de gauche et les élections présidentielles de 2002 et 2007 montrent une légère préférence pour les candidats de gauche.
À l’élection présidentielle de 2002, le premier tour a vu arriver en tête Lionel Jospin avec 20,51 %, suivi de Jacques Chirac avec 19,95 %, puis de Jean-Marie Le Pen avec 14,55 % et enfin François Bayrou avec 6,65 %, puis Jean-Pierre Chevènement avec 6,03 %, Noël Mamère avec 5,91 % et Arlette Laguiller avec 5,06 %, aucun autre candidat ne dépassant le seuil des 5 %. Au second tour, les électeurs ont voté à 86,74 % pour Jacques Chirac contre 13,26 % pour Jean-Marie Le Pen avec un taux d’abstention de 15,72 %, résultat supérieur aux résultats nationaux (respectivement 82,21 % et 17,79 % ; abstention 20,29 %) avec cependant quatre points supplémentaires pour Jacques Chirac.
Au référendum sur le traité constitutionnel pour l’Europe du 29 mai 2005, les Albigeois ont voté contre la Constitution européenne, avec 52,61 % de Non contre 47,39 % de Oui avec un taux d’abstention de 26,7 % (France entière : Non à 54,67 % ; Oui à 45,33 %). Ces chiffres sont inférieurs aux résultats du département du Tarn (Non à 59,21 % ; Oui à 40,79 %).
À l’élection présidentielle de 2007, le premier tour a vu se démarquer en tête Ségolène Royal avec 29,30 %, suivie par Nicolas Sarkozy avec 26,95 %, François Bayrou avec 18,78 %, Jean-Marie Le Pen avec 10,58 %, puis Olivier Besancenot avec 3,94 %, aucun autre candidat ne dépassant le seuil des 2 %. Le second tour a vu arriver en tête Ségolène Royal avec 50,71 % (national : 46,94 %) contre 49,29 % pour Nicolas Sarkozy (résultat national : 53,06 %).
Lors de l'élection présidentielle française de 2012,François Hollande est arrivé en tête du premier tour avec 35,07 % des voix, suivi par Nicolas Sarkozy (23,71 % des voix), Marine Le Pen (13,76 %), Jean-Luc Mélenchon (13,07 %), François Bayrou (9,04 %), puis Eva Joly (2,50 %), les autres candidats ne dépassant pas les 2 %. Le taux d'abstention était de 33,77 % et celui de votes blancs de 6,70 %. Au deuxième tour, François Hollande l'emporte avec 59,54 % des voix suivi de Nicolas Sarkozy, qui récolte 40,46 % des voix.
Lors de l'élection présidentielle de 2017, Emmanuel Macron arrive en tête du premier tour avec 27,16 % des voix, suivi par Jean-Luc Mélenchon (21,87 %), François Fillon (19,72 %), Marine Le Pen (15,29 %), Benoît Hamon (8,37 %) et Nicolas Dupont-Aignan (3,60 %), aucun autre candidat ne dépassant les 2 %. L'abstention a atteint 21,03 % et les blancs et nuls 1,84 %. Au second tour, Emmanuel Macron l'emporte avec 75,12 % des voix contre 24,88 % à Marine Le Pen.

### Budget et fiscalité
Lors du vote du budget primitif principal 2017, la section de fonctionnement présentée se montait à la somme de 56 741 919 € et la section investissement à 75 805 513 € (les deux étant équilibrées en dépenses et en recettes). Le budget de fonctionnement est utilisé en grande partie par l'administration générale de la collectivité (18,3 %) et par l'enseignement (13 %). En ce qui concerne les investissements, ce sont les travaux de voirie et de réseaux qui utilisent 16,4 % du budget, suivis de l'aménagement urbain avec 12,3 %[réf. nécessaire].
Les taux des trois taxes de 2017 votés par le conseil municipal d'Albi sont les suivants : 15,64 % pour la taxe d'habitation, 29,38 % pour la taxe foncière bâti, 99,70 % pour la taxe foncière non bâti.

### Politique de développement durable
La ville a engagé une politique de développement durable en lançant une démarche d'Agenda 21 en 2005.
En partenariat avec l'association Les incroyables comestibles, la municipalité a engagé une démarche visant l'autosuffisance alimentaire grâce à une agriculture urbaine, des cultures biologiques ou en permaculture. Le maire-adjoint à l'agriculture urbaine, Jean-Michel Bouat, vise cet objectif pour 2020. La ville vise à préempter 73 hectares de terres agricoles, en créant une ZAD. Ces terrains situés en zone inondable, permettront à installer des agriculteurs urbains, ou des maraîchers, qui s'engagent à une production biologique et à revendre leur production localement. En échange, ces producteurs locaux peuvent s'installer gratuitement les deux premières années.
En 2016, Albi remporte le concours de la meilleure ville pour la biodiversité dans la catégorie 20 000 à 100 000 habitants.

### Sécurité
En 2014, pour la circonscription de sécurité publique d'Albi et ses environs (Lescure-d'Albigeois, Saint-Juéry, Arthès), la violence aux personnes concerne 8,81 cas pour 1 000 habitants (5,89 pour le Tarn et 7,57 pour Midi-Pyrénées), les vols et dégradations 31,43 cas pour 1 000 (22,71 pour le Tarn, 31,32 pour Midi-Pyrénées). En 2005, le taux de résolution des affaires par les services de police est de 30,11 %, le plus faible du département mais proche des moyennes régionale (28,25 %) et nationale (28,76 %). Ces taux de crimes et délits s'expliquent par la proximité de Toulouse contrairement à Rodez qui enregistre des taux plus faibles (39,2/1 000).

### Jumelages
Il existe un jumelage entre Albi et la ville de Gérone en Catalogne depuis le 9 juin 1985, ainsi qu'un jumelage avec Palo Alto en Californie, ville souvent désignée comme étant le berceau de la Silicon Valley. La ville entretient aussi un accord de coopération décentralisée depuis 2004 avec Abomey, une ville du Bénin dont le musée historique est inscrit au patrimoine mondial de l'UNESCO et qui est la capitale historique du royaume de Dahomey.
Albi a aussi développé un jumelage avec la ville de Lijiang en Chine, une ville dont une partie est sur la liste du patrimoine mondial, l'intérêt de la ville chinoise pour ce jumelage est de pouvoir gérer son patrimoine.
- Palo Alto (États-Unis) ;
- Gérone (Espagne) depuis le 9 juin 1985 ;
- Lijiang (Chine) depuis mars 2017[101].

## Population et société

### Démographie

#### Évolution démographique
L'évolution du nombre d'habitants est connue à travers les recensements de la population effectués dans la commune depuis 1793. Pour les communes de plus de 10 000 habitants les recensements ont lieu chaque année à la suite d'une enquête par sondage auprès d'un échantillon d'adresses représentant 8 % de leurs logements, contrairement aux autres communes qui ont un recensement réel tous les cinq ans,.

En 2022, la commune comptait 50 605 habitants, en évolution de +3,22 % par rapport à 2016 (Tarn : +2,52 %, France hors Mayotte : +2,11 %).
| 1793   | 1800  | 1806   | 1821   | 1831   | 1836   | 1841   | 1846   | 1851   |
| ------ | ----- | ------ | ------ | ------ | ------ | ------ | ------ | ------ |
| 11 176 | 9 649 | 10 061 | 10 644 | 11 665 | 11 801 | 12 408 | 14 211 | 13 788 |

| 1856   | 1861   | 1866   | 1872   | 1876   | 1881   | 1886   | 1891   | 1896   |
| ------ | ------ | ------ | ------ | ------ | ------ | ------ | ------ | ------ |
| 14 636 | 15 493 | 16 596 | 17 469 | 19 169 | 20 379 | 21 224 | 20 903 | 21 948 |

| 1901   | 1906   | 1911   | 1921   | 1926   | 1931   | 1936   | 1946   | 1954   |
| ------ | ------ | ------ | ------ | ------ | ------ | ------ | ------ | ------ |
| 22 571 | 23 303 | 25 100 | 26 628 | 29 015 | 29 351 | 30 293 | 34 342 | 34 693 |

| 1962   | 1968   | 1975   | 1982   | 1990   | 1999   | 2006   | 2011   | 2016   |
| ------ | ------ | ------ | ------ | ------ | ------ | ------ | ------ | ------ |
| 38 709 | 42 930 | 46 162 | 45 947 | 46 579 | 46 274 | 48 712 | 49 179 | 49 024 |

| 2021   | 2022   | - | - | - | - | - | - | - |
| ------ | ------ | - | - | - | - | - | - | - |
| 49 714 | 50 605 | - | - | - | - | - | - | - |

#### Pyramide des âges
La population de la commune est relativement jeune.
En 2018, le taux de personnes d'un âge inférieur à 30 ans s'élève à 35,8 %, soit au-dessus de la moyenne départementale (30,7 %). À l'inverse, le taux de personnes d'âge supérieur à 60 ans est de 31,9 % la même année, au niveau communal et départemental.
En 2018, la commune comptait 22 407 hommes pour 26 586 femmes, soit un taux de 54,26 % de femmes, largement supérieur au taux départemental (51,78 %).
Les pyramides des âges de la commune et du département s'établissent comme suit.
| Hommes | Classe d’âge | Femmes |
| ------ | ------------ | ------ |
| 1,3    | 90 ou +      | 3,3    |
| 9,6    | 75-89 ans    | 12,9   |
| 16,9   | 60-74 ans    | 19,2   |
| 17,7   | 45-59 ans    | 17,6   |
| 15,9   | 30-44 ans    | 13,8   |
| 23,7   | 15-29 ans    | 21,0   |
| 15,0   | 0-14 ans     | 12,2   |

| Hommes | Classe d’âge | Femmes |
| ------ | ------------ | ------ |
| 1,2    | 90 ou +      | 2,8    |
| 9,5    | 75-89 ans    | 12,2   |
| 19,6   | 60-74 ans    | 20,1   |
| 20,7   | 45-59 ans    | 20,1   |
| 16,7   | 30-44 ans    | 16,3   |
| 15,4   | 15-29 ans    | 13,3   |
| 17     | 0-14 ans     | 15,1   |

### Enseignement
L'enseignement secondaire regroupe plusieurs lycées. Trois lycées publics sont présents à Albi avec le lycée Bellevue, le lycée Lapérouse où Jean-Jaurès a enseigné, et où Georges Pompidou a étudié, le lycée Louis-Rascol. Les trois lycées publics ont des classes préparatoires aux Grandes Écoles (CPGE). Elle possède aussi deux lycées privés : le lycée d'Amboise et le lycée Sainte-Cécile. Enfin, Albi possède aussi deux lycées professionnels publics, le lycée Rascol et le lycée Toulouse-Lautrec et deux privés, le lycée Sainte-Cécile et le lycée Saint-Dominique. Le lycée agricole Albi-Fonlabour offre aussi un enseignement spécialisé en agriculture.
Albi est aussi un centre universitaire avec 3 790 étudiants en 2006. L'institut national universitaire Jean-François-Champollion — créé dans le but de décentraliser l'offre universitaire de Toulouse et étant depuis devenu la 5e université autonome de Midi-Pyrénées — regroupe autour d'Albi les centres universitaires et IUT du Tarn (à Albi et Castres), de l'Aveyron (Rodez) et du Lot (Figeac). Cette faculté est complétée par l'École des Mines d'Albi-Carmaux, créée en 1992 à l'initiative du ministère de l'Industrie, dont l'enseignement est tourné vers les équipements pour les procédés industriels, à l'interface entre le génie des procédés, le génie mécanique, le génie électrique et le génie industriel. Albi possède aussi un INSPE, anciennement IUFM, formant les professeurs des écoles mais également un IFMS (institut de formation aux métiers de la santé) au sein de l'institut national universitaire Jean-François Champollion regroupant la formation en soins infirmiers et la formation d'aide-soignant.

### Santé
Albi possède un hôpital public (le centre hospitalier d'Albi), ainsi que deux cliniques (la clinique Claude-Bernard et la clinique Toulouse-Lautrec). Elle dispose aussi de l'important CHS Pierre-Jamet, hôpital privé (appartenant à la fondation du Bon Sauveur d'Alby) intervenant principalement dans la psychiatrie et le médico-social, et qui compte aussi un laboratoire d'exploration du sommeil dirigé par le docteur Éric Mullens, somnologue reconnu dans ce domaine. L'Union mutualiste tarnaise y a aussi installé une clinique de rééducation fonctionnelle.
Entre 1919 et 1930, l'Union des Femmes de France gérait le dispensaire au 7 rue des Carmélites.

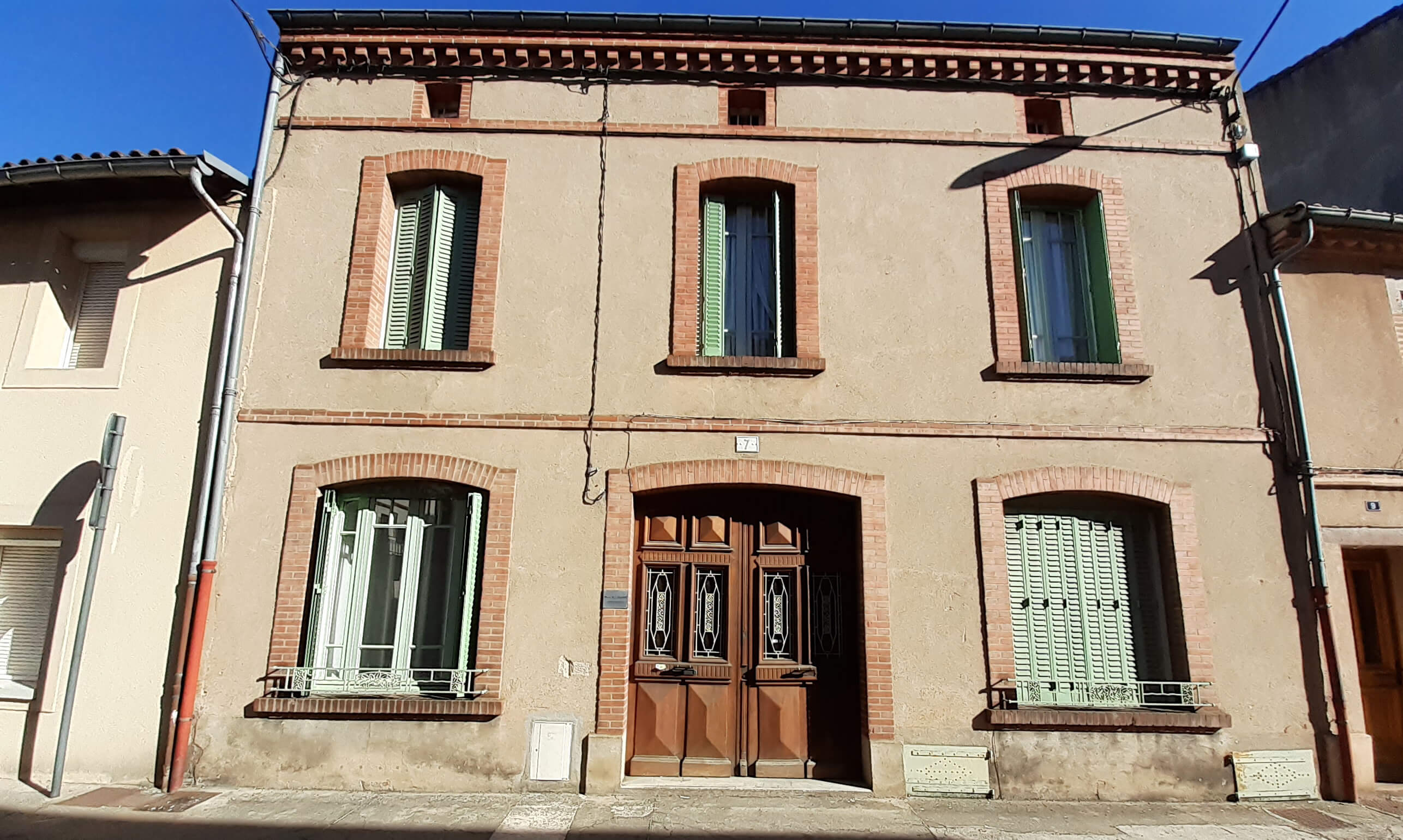

### Social

#### Association caritative
- La Croix-Rouge

De 1947 à 1951 la Croix-Rouge gère la crèche Tanies.

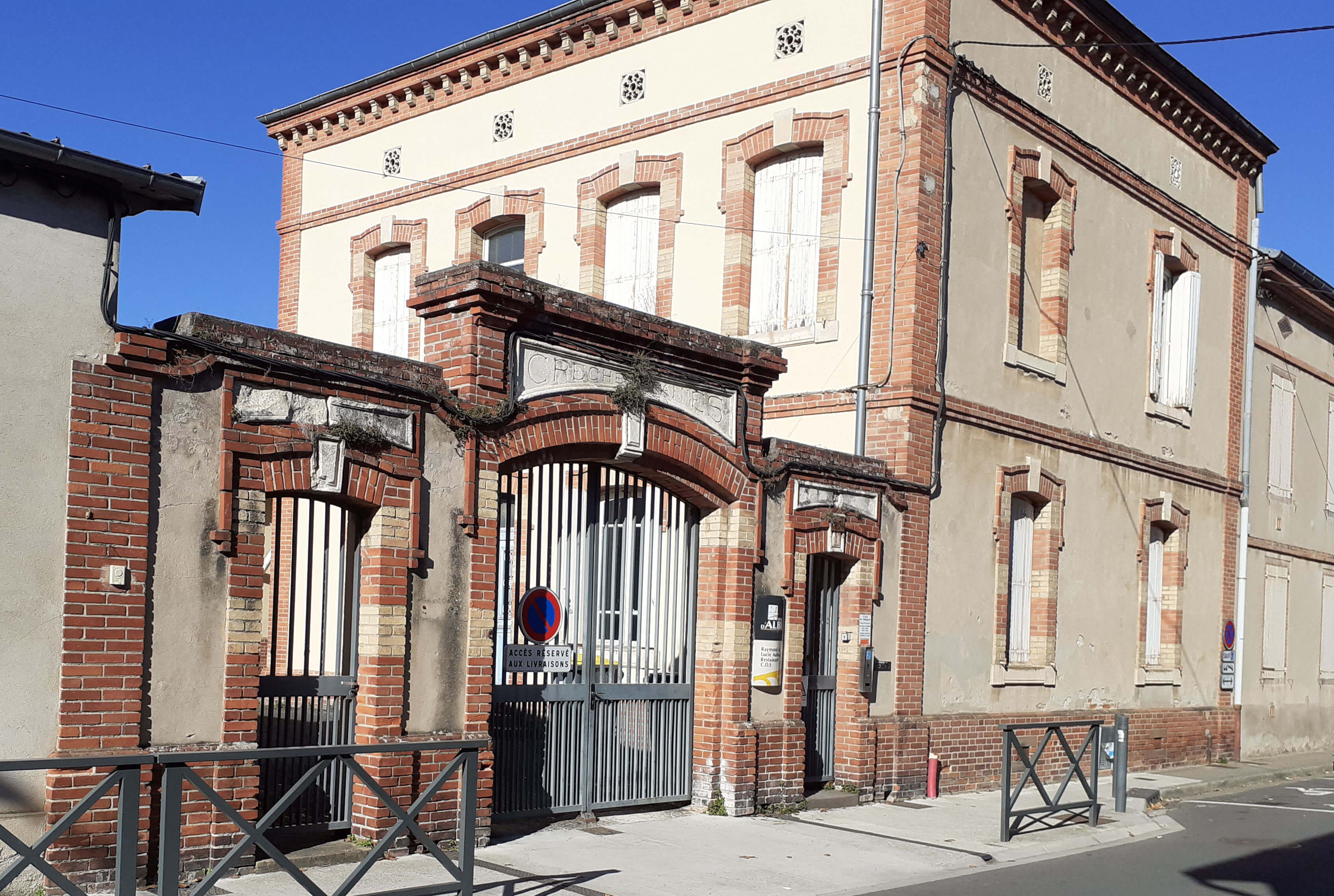
3 rue de Metz.

### Médias

#### Télévision
- Une antenne départementale de France 3 Midi-Pyrénées (région Occitanie) est implantée à Albi (pour l'édition du Tarn).
- TV TARN : Chaîne de télévision départementale (chaîne 30 sur la TNT). Ses plateaux de télévision et ses locaux sont implantés à Albi.

#### Presse locale écrite
- Le principal journal est La Dépêche du Midi (Tarn), il est le seul quotidien départemental et ses locaux sont implantés à Albi et Castres. Les journaux départementaux et hebdomadaires Le Journal d'ici et Le Tarn libre ont également leurs locaux implantés à Albi et Castres.

#### Radios locales
Outre les radios nationales, on compte parmi les radios locales :
- 88.9 fm / 100 % RADIO : radio commerciale basée à Aussillon, dans l'agglomération de Castres-Mazamet. Elle émet sur une grande partie de la région Occitanie (dans le Roussillon et sur les parties "nord" et "est" de Midi-Pyrénées ) ainsi que dans les Pyrénées-Atlantiques.
- 90.3 fm / Radio Ménergy : radio commerciale couvrant le Tarn et l'Aveyron. Elle émet depuis Lescure-d'Albigeois, au lieu-dit L'Hermet[115] .
- 95.4 fm / Radio Albigés : radio associative albigeoise. Elle émet aussi à Carmaux sur 104.2 FM[116].
- 96.0 fm / Radio Cagnac : radio associative se voulant communautaire[117]. Elle émet depuis Cagnac-les-Mines. Elle possède un réémetteur pour Carmaux sur 93.4 fm .
- 99.6 fm / RCF Pays Tarnais : radio chrétienne du Tarn[118]. Sa fréquence est émise depuis Carmaux ;
- 101.2 fm / SUD RADIO : radio généraliste du Sud de la France (ses studios sont implantés à Labège, en périphérie de Toulouse).
- 106.1 fm / Chérie FM (Tarn) : radio nationale ayant un décrochage départemental (toutes les matinales, dès 6h du matin et jusqu'à 13h). Les studios de Chérie FM (Tarn) se situent à Castres[119].

#### Presse locale numérique
La mairie diffuse le mensuel d'information Albimag. Le site internet de la mairie d'Albi propose notamment une visite virtuelle de la cité épiscopale ainsi qu'un outil de visualisation des voûtes de la cathédrale Sainte-Cécile. En outre, il permet l'accès à un espace de promotion des artistes locaux, à l'agenda des événements sur Albi et un accès aux textes officiels.

### Manifestations culturelles et festivités
Pour les événements de type concert d'artistes, la ville possède une salle de spectacle au sein du parc des expositions, appelé le Scénith d'Albi.
Tout au long de l'année, divers événements se déroulent à Albi, tels :
- le carnaval d'Albi qui se tient chaque année dans les rues d'Albi durant une dizaine de jours au mois de février. Il est accompagné par une fête foraine ;
- le festival des Œillades, un festival de cinéma de films français et francophones se déroulant au mois de décembre[125],[126] ;
- le festival Pause Guitare, festival musical ayant lieu au début de juillet ;
- Complot sur le Campus, un éco-festival sur trois jours organisé par les étudiants de l'université J. F.-Champollion pour tous. Gratuit, il réunit concerts, tables-rondes, animations pour petits et grands, théâtre, danse, ateliers créatifs, village associatif et tout un panel de choses à sensibilité écologique ;
- le festival international de théâtre Acthéa, au mois d'avril, organisé par les étudiants de l'École des mines d'Albi-Carmaux ;
- l'Urban festival, un festival de culture urbaine. Organisé chaque été, sur trois jours fin août, il permet aux jeunes Albigeois de présenter leurs talents (hip-hop, graph, BMX, Roller, etc.) ;
- le Zguen Fest, un festival de musiques actuelles organisé par l'association Pollux[127] qui se tient sur trois jours, tous les ans en juin ;
- l'El3ctrolyse Fest, un festival consacré entièrement aux musiques électroniques et organisé par Pollux se déroule dans différents lieux albigeois à la mi-décembre ;
- l'Xtreme Fest, un festival organisé début août par Pollux depuis 2013, et consacré entièrement aux musiques alternatives telles que le métal, le punk, le hardcore ;
- le Gloose Festival, un festival du jeu d'Albi organisé par la ludothèque la Marelle[128], depuis 2014 ;
- le festival Tons Voisins consacré à la musique de chambre. Son directeur artistique est le pianiste Denis Pascal. Il se déroule au mois de juin depuis 2007 ;
- le Winter Rock festival, un festival de rock itinérant du département du Tarn ;
- le festival Place(s) aux Artistes, organisé par la mairie, qui propose une cinquantaine de concerts, spectacles et animations culturelles gratuits sur certaines places de la ville pendant environ un mois de juillet à août.

Le 7 mai 2004 a eu lieu le 15e concours des vins vinifiés par le vigneron indépendant, un concours itinérant visant à promouvoir le vin et les vignerons ; lors de cette manifestation, 338 médailles d'or, 445 médailles d'argent et 275 médailles de bronze ont récompensé les meilleurs vignerons de France.

### Sports

#### Rugby à XV

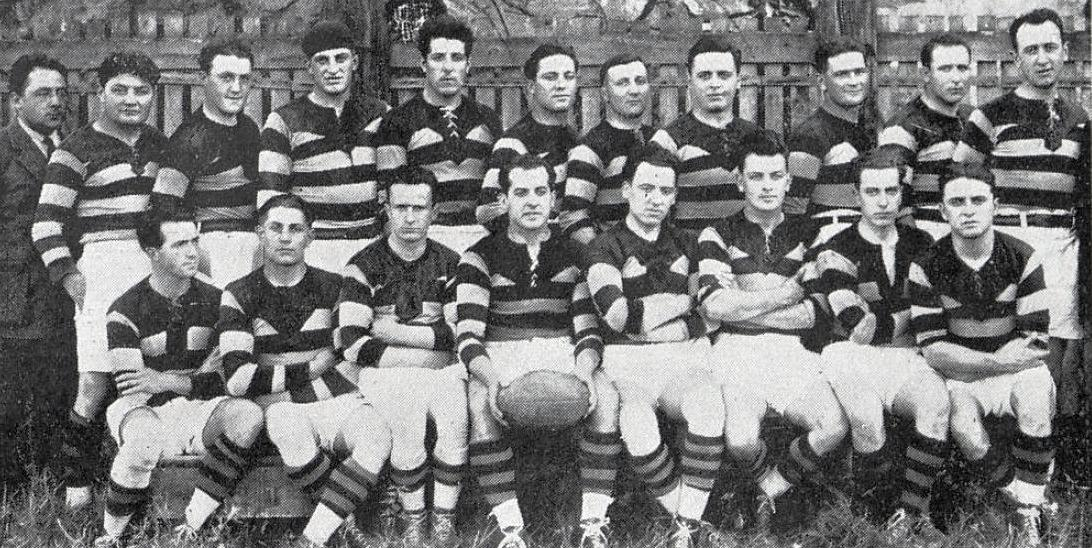
Le Sporting club albigeois est champion des Pyrénées en 1926.

Le SC Albi évolue en championnat de France de Nationale, l'équivalent de la 3e division nationale, la pandémie de Covid-19, ayant privé le club alors second au classement national de la possibilité de remonter en Pro D2 en fin de saison.
Les Albigeois deviennent notamment champions des Pyrénées en battant le champion de France en titre le Stade toulousain en 1926, club axé sur la formation qui a récemment vu éclore Adrien Seguret champion du monde junior en 2018. L'équipe professionnelle joue ses matchs au Stadium municipal d'Albi avec une capacité maximale d'environ 13 058 places dont (8 000 assises).
Le SC Albi a évolué en Top 14 pour les saisons 2006-2007 et 2007-2008. Alors que le maintien en Top 14 est acquis, la DNACG prononce une rétrogradation du club en Pro D2 à cause de « problèmes de gestion financière ».
Une saison après cette relégation administrative, le SCA réussit l'exploit de remonter immédiatement en Top 14 en battant en demi-finale à domicile le Stade rochelais sur le score de 15-15 (au bénéfice des pénalités) et en finale d'accession au Top 14 l'US Oyonnax au Stade Yves-du-Manoir de Montpellier sur le score de 14-12.
La saison 2009-2010 sera la dernière en Top 14 pour le SCA rétrogradé en Pro D2 en 2010 puis rétrogradé en Fédérale 1 depuis 2017.

#### Rugby à XIII
Le club Albi Rugby League XIII a remplacé le Racing Club albigeois XIII en 2008. Ce dernier a longtemps constitué l'un des clubs les plus victorieux comme en témoigne les cinq titres de Championnat de France remportés en 1938, 1956, 1958, 1962, 1977 et en 2025 ainsi qu'une Coupe de France en 1974. L'équipe professionnelle joue ses matchs au Stade Mazicou avec une capacité maximale d'environ 5 000 places.

#### Football
Le club de football masculin principal de la ville est l'US Albi qui utilise le stade Maurice-Rigaud en championnat de France Amateurs. Mais après plus d'une décennie à évoluer en CFA, le club connut deux descentes consécutives en 2012-2013 et 2013-2014, se retrouvant en DH, la sixième division française.
En revanche, l'équipe féminine de l'ASPTT Albi joue depuis 2014-2015 en première division, l'élite du football féminin français.

#### Football américain
La ville dispose aussi d'un club de football américain nommé Hurricane participant au championnat régional.

#### Volley-ball
L'équipe féminine de volley-Ball, l'Albi Volley-Ball - USSPA joue aussi au plus haut niveau national, la Ligue A. Depuis 2019, Albi accueille l'équipe France Avenir 2024, en tant qu'arrière base de l'équipe jeune qui participera aux futurs JO de Paris.

#### Autres
En matière d'équipements sportifs, Albi possède six stades dont le Stadium municipal et le stade Maurice-Rigaud, quatre salles omnisports, deux bases de loisirs à Pratgraussals et Cantepau ainsi que la base nautique de Canavière. Enfin, un parcours de golf, le Golf Albi Lasbordes, borde le Tarn dominé par la cathédrale Sainte-Cécile sur soixante hectares. La piste d'athlétisme du Stadium a permis d'accueillir les championnats de France d'athlétisme 2011 au cours duquel, le sprinteur Christophe Lemaitre, a battu le record de France en 9 s 91, mais aussi en 2008 et championnats de France d'athlétisme 2018.
En 2012, Albi a accueilli la rencontre d'athlétisme DécaNation. Ces évênements étaient organisés par l'ECLA Albi, le club d'athlétisme de la ville.
La ville d'Albi a un important passé de compétition automobile, le circuit automobile d'Albi a accueilli de nombreuses épreuves jusqu'en 1957.
En 1959, un nouveau circuit a été inauguré dans le territoire de la commune voisine du Séquestre. C'est le deuxième site de compétition le plus ancien de France. Il accueille chaque année le Grand Prix d'Albi.

#### Distinction
En 2012 en 2019, Albi a été élue, ville la plus sportive de France par le journal L'Équipe, dans la catégorie des communes de plus de 20 000 habitants.

#### Albi Terre de jeux 2024
Le label « Terre de Jeux 2024 » entend fédérer une communauté d’acteurs locaux convaincus que le sport change les vies. À l’occasion du congrès de l’Association des maires de France, 500 communes ont reçu le label « Terre de Jeux 2024 », destiné aux collectivités qui s’engagent dès aujourd’hui dans l’aventure des Jeux avec leurs habitants. Albi a ainsi reçu ce label en 2019.
Les collectivités labellisées s’engagent également à développer des actions pour promouvoir le sport et les Jeux auprès de leurs habitants, dans le respect de la Charte Olympique et de la charte éthique de Paris 2024.
Parmi les 500 communes et intercommunalités labellisées en novembre 2019, 416 ont candidaté pour devenir Centre de Préparation aux Jeux et accueillir des délégations étrangères au sein de leurs infrastructures.

#### Randonnée
Albi est un point de départ ou d'arrivée du GR736, qui part ou arrive (selon le sens) du Mas de la Barque.

#### Billard
Du 8 au 15 octobre 2022, le parc des expositions d'Albi accueille le championnat du monde de blackball.

#### Cyclisme
En 2019, Albi accueille l'arrivée de la 10eme étape du Tour de France ainsi que le départ de la 11eme étape.
Le 27 juillet 2023, la ville est le lieu d'arrivée de la 5eme étape du Tour de France Femmes avec Zwift. Les 11 et 12 novembre de la même année, Albi reçoit les manches 3 et 4 de la Coupe de France de cyclo-cross.

## Économie
De l'ère du charbon dans le bassin Carmaux-Albi, il subsiste encore des traces comme la Verrerie ouvrière d'Albi (VOA) et la centrale thermique EDF Le Pélissier (en cours de démantèlement et dont la cheminée a déjà été déconstruite), anciens débouchés du charbon, tout comme le lieu-dit le Saut du Tarn. Albi est le deuxième pôle économique de l'ex région Midi Pyrénées avec 14 zones d'activités aménagées dans l'agglomération sur plus de 250 hectares. Albi est aussi le siège de la Chambre de commerce et d'industrie d'Albi-Carmaux-Gaillac. Elle gère le CFA, l'aéroport d'Albi, les zones industrielles de Jarlard, de Fonlabour, de Le Garric, de Montplaisir. Depuis les années 1990, l'École des Mines d'Albi-Carmaux et l'Institut national universitaire Jean-François Champollion (2002), né du regroupement des antennes des trois universités toulousaines (Le Mirail, les Sciences sociales et l'UPS) en 2002, structurent l'offre universitaire de la ville.
Quelques industries importantes dynamisent la région comme les laboratoires pharmaceutiques Pierre Fabre et des sous-traitants pour l'avionneur Airbus.

### Emploi
|                   | Tertiaire | Industrie | Construction | Agriculture |
| ----------------- | --------- | --------- | ------------ | ----------- |
| Albi              | 83,28 %   | 10,95 %   | 4,98 %       | 0,80 %      |
| Moyenne nationale | 71,5 %    | 18,3 %    | 6,1 %        | 4,1 %       |

En 2013, l'agriculture est très peu représentée parmi les emplois albigeois avec 0,60 %. Avec respectivement 5 % et 7,4 % des emplois, l'industrie et la construction représentent également une part faible de l’emploi dans la ville. Le commerce, le transport et les services divers représentent 67,2 % des emplois et 19,9 % pour l'administration publique, l'enseignement, la santé et l'action sociale. La sphère productive représente ainsi 18,3 % des postes salariés contre 81,7 pour la sphère présentielle en 2013. Le taux d'Albigeois ayant suivi des études supérieures est de 19,8 %, contre 18,1 % en moyenne en France métropolitaine. Le taux de chômage est d’environ 9,8 % (estimation 2005), soit légèrement supérieur à la moyenne nationale (9,6 %), et le revenu moyen par ménage est d'environ 15 158 € par an (moyenne nationale : 20 363 € par an).
Au 1er janvier 2007, les plus gros employeurs de la ville sont la Verrerie ouvrière d'Albi avec 297 salariés, puis Teddy Smith avec 161 employés et enfin S.A.F.R.A, une usine de carrosserie industrielle et agencement magasins comprenant 145 employés.

### Industrie

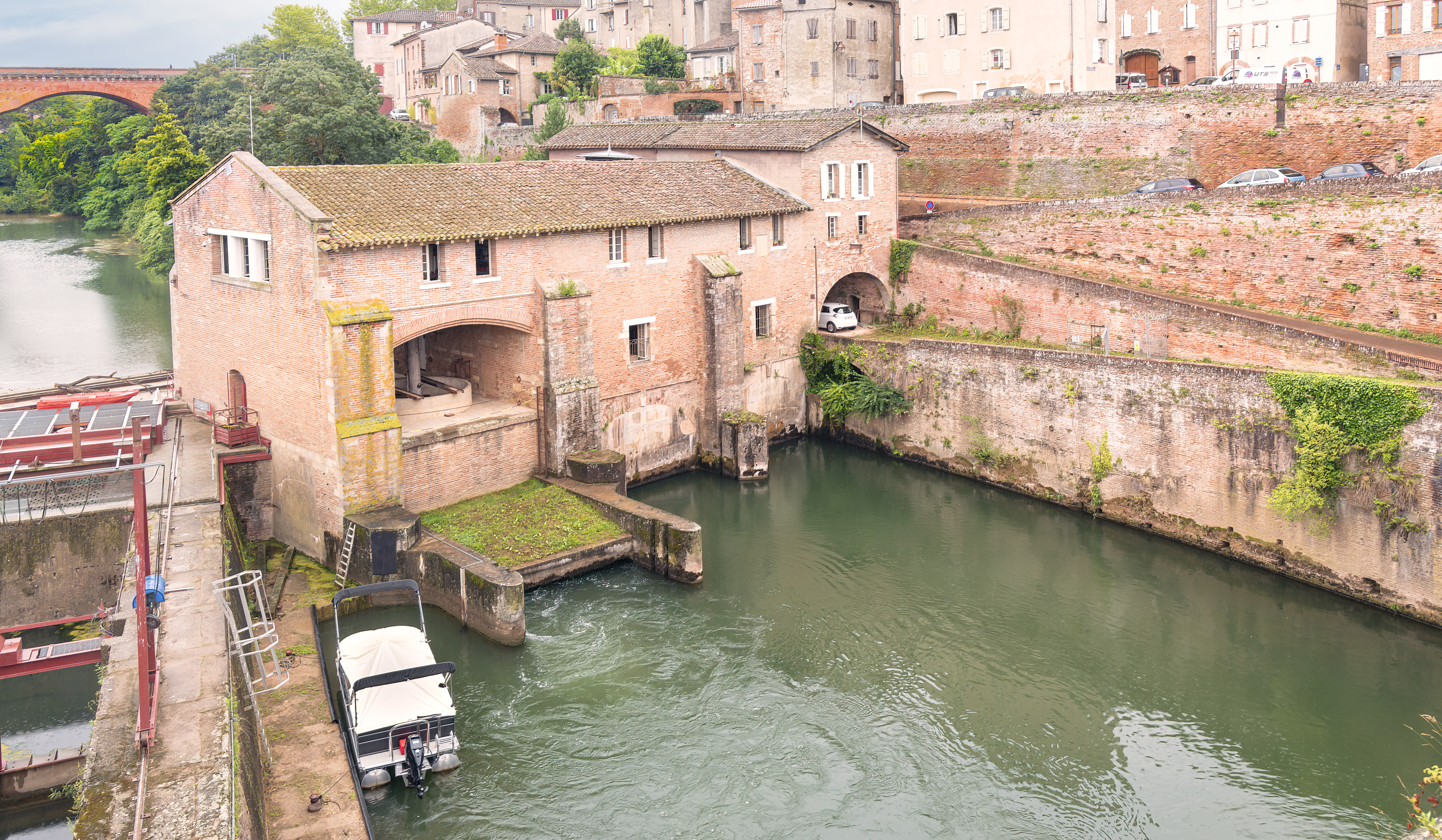
Centrale hydroélectrique du Chapitre.

L'industrie à Albi est dominée par une entreprise qu'est la Verrerie ouvrière d'Albi (VOA) créée par Jean Jaurès en 1896. Son rachat par Saint-Gobain en 1998 lui a permis de surmonter son endettement important. Aujourd'hui, VOA a un chiffre d'affaires de 66 millions d'euros et emploie 297 salariés. Son entreprise mère Verallia, indépendante depuis 2015, est le numéro 2 mondial du conditionnement en verre avec 360 millions de bouteilles par an.
Dans le domaine de la chimie, l'entreprise Dyrup s'est spécialisée dans le traitement du bois et des matériaux. Elle a doublé son chiffre d'affaires (80 millions d'euros) en dix ans et emploie 70 personnes. En mécanique de pointe, l'entreprise Mécanuméric fabrique des équipements de découpe à commande numérique depuis 1994. L'entreprise réalise un chiffre d'affaires en croissance, de plus de 20 millions d'euros et emploie 150 salariés. Elle exporte dans une cinquantaine de pays. L'entreprise a définitivement fermé ses portes en 2020.
Albi possède aussi la plus ancienne fonderie de France, la Fonderie Gillet. Construite le 1er novembre 1687 sous le règne de Louis XIV, c'est la 3e plus vieille fonderie du monde. Ce fut une entreprise familiale pendant près de 320 ans. À la suite de deux liquidations judiciaires, survenues en 2008 et en 2014, les salariés de l'entreprise décident de reprendre l'ancienne fonderie, qu'ils rebaptisent Nouvelle Fonderie Gillet ou Nouvelle Fonderie Gillet Industries,.
On compte aussi dans le textile l'entreprise teddy Smith, premier fabricant français de jeans.
Safra, carrossier spécialisé dans la rénovation d'autobus et autocars, est également implanté à Albi. L'entreprise constitue l'avenir industriel du bassin. Les projets de développement de véhicules propres (bus à hydrogène) ont permis à l'entreprise  de fortement se développer au cours des années 2010. En 2021 l'entreprise comptait 245 salariés. L'entreprise ambitionne de recruter 400 salariés supplémentaire pour les 2 prochaines années afin de faire face à ses objectif de développement.
Albi possédé une centrale hydroélectrique, la Centrale hydroélectrique du Chapitre, sur le Tarn. Elle produit chaque année, en moyenne, 9 millions de kw/h soit la consommation annuelle en électricité de 8 000 habitants. Soit plus de 2 000 maisons alimentées.

### Artisanat
La poterie d'Albi, entreprise familiale centenaire, est la dernière en France à fabriquer de la poterie émaillée à la main.

### Tourisme
Albi est une ville touristique du Sud de la France. En 2016, elle a attiré 1 500 000 visiteurs. En 2006, le nombre de nuitées en hôtels a augmenté de 10 % pour toutes les catégories d'hôtels par rapport à 2005. C'est la plus grande progression des villes du Tarn, le département n'ayant lui-même qu'une progression de 3 %. Pour 2006 cela représente 209 400 nuitées avec 133 400 touristes dans les hôtels d'Albi dont 84 % de Français et 16 % d'étrangers. La durée moyenne des séjours est de 1,6 nuit, le taux d'occupation des hôtels étant de 50 %. Cela correspond aux moyennes du département avec 1,6 jour et 47 % d'occupations.
Le musée Toulouse-Lautrec à Albi est le premier musée du Tarn avec 163 855 visiteurs en 2016. Mais le monument le plus visité d'Albi est sans conteste la cathédrale Sainte-Cécile d'Albi avec un total de 802 681 visiteurs pour la cathédrale.

### Numérique
Albi est labellisée niveau 4 des Territoires numériques libre.
Lors de la 21e édition de la cérémonie du label national Territoires, Villes et Villages Internet, la ville obtient 4@ au label ville internet.

## Tourisme et patrimoine

### Lieux et monuments

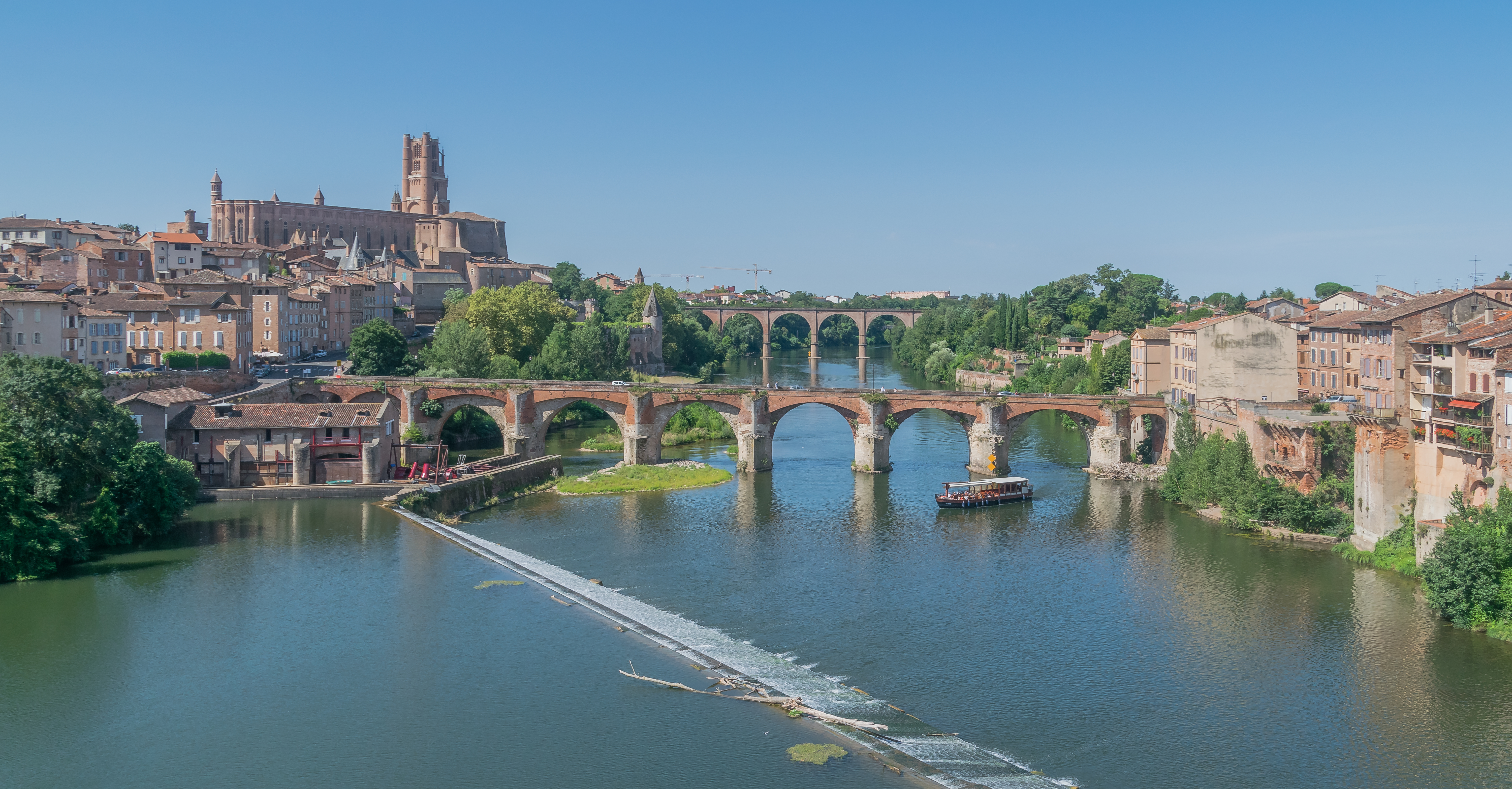
Pont Vieux et viaduc ferroviaire.

Albi est riche en monuments historiques. Le centre-ville est remarquablement bien préservé et possède de nombreux témoins de l'âge d'or d'Albi. De vieux quartiers sont riches en rues aux allures médiévales, aux hôtels Renaissance et les panoramas sur le Tarn et ses ponts donnent à cet espace urbain un caractère unique en France. La ville d'Albi, qui tentait depuis 1996 d'inscrire son centre urbain sur la liste du Patrimoine mondial de l'UNESCO, a obtenu gain de cause le 31 juillet 2010 lors de la session de l'UNESCO réunie à Brasilia, au Brésil.
Dans la cité épiscopale, art roman et art gothique se mêlent dans un festival de tons ocre. Tandis que dans les quartiers médiévaux, on admire les influences de l'époque cathare (XIIIe siècle).

#### Monuments civils

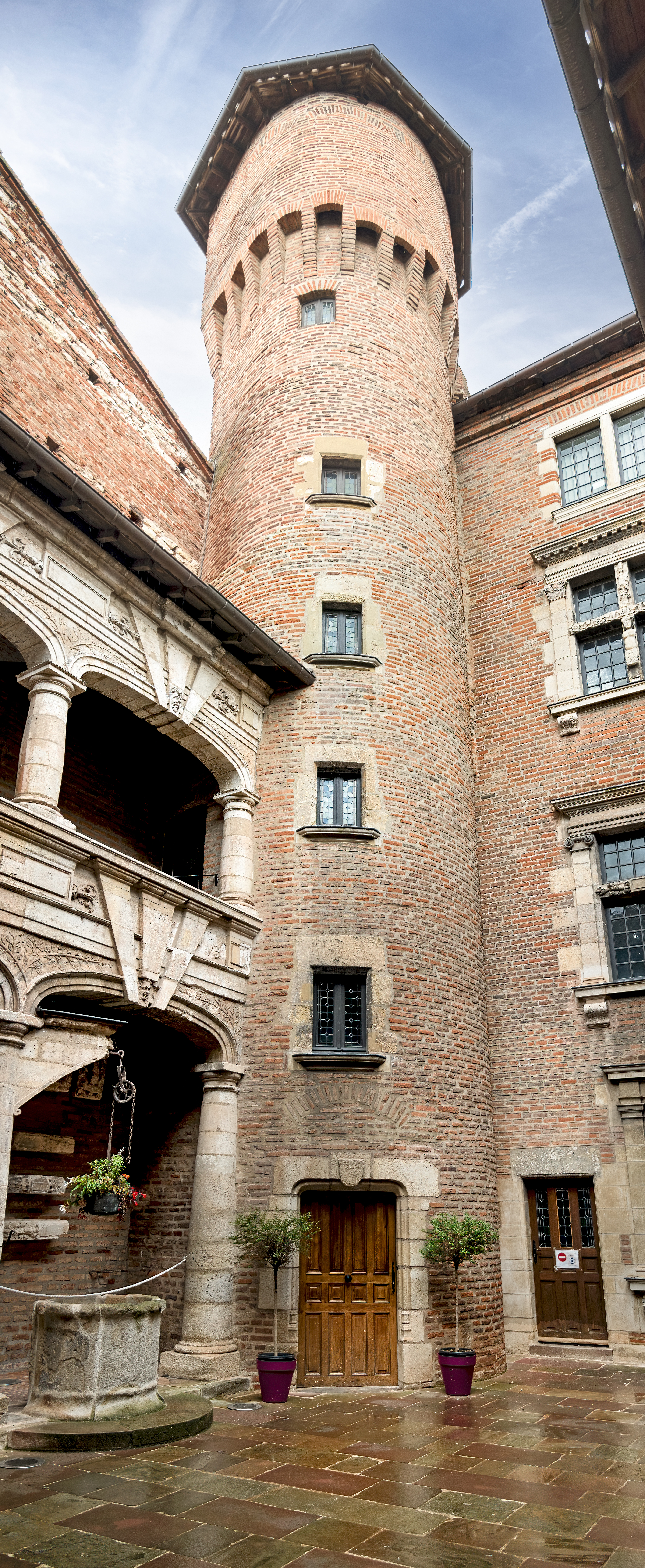
Tour de l'hôtel Reynès (Renaissance).

Le pont Vieux enjambe le Tarn depuis 1035 date de sa construction. Il a été plusieurs fois remanié et a permis le développement de la ville sur la rive droite avec le quartier de la Madeleine. Au XIVe siècle, il est fortifié et possède des ponts-levis. Un autre pont plus récent permet de traverser le Tarn. Il s'agit du pont Neuf construit en 1868.
Durant les XVe et XVIe siècles, Albi connaît une prospérité importante grâce à la culture et au commerce du pastel dans la région. De riches Albigeois font construire plusieurs hôtels particuliers avec des tours et des loggias italiennes. Ainsi, les plus beaux sont l'hôtel de la Rivière, l'hôtel de Gorsse et l'hôtel de Reynès. Ce dernier hébergeait la chambre de commerce et d'industrie. L'Hôtel Reynès est un hôtel d'art Renaissance construit en 1520 par un marchand de pastel du nom de Reynès. L'hôtel contient une cour construite en brique et pierre et bordée par une loggia et des sculptures de François Ier et de sa seconde épouse, Éléonore d'Autriche. C'est aujourd'hui le siège de la chambre de commerce et d'industrie.
Le Vieil-Alby est le plus vaste quartier sauvegardé et classé du sud de la France[réf. nécessaire]. On trouve au centre de ce quartier le château du Castelnau. Plusieurs rues du centre urbain possèdent des maisons à colombages et encorbellements typiques de l'architecture Renaissance. La maison du Vieil Alby située à l'angle des rues Puec-Béringuier et Croix-Blanche est une maison albigeoise typique. C'est la maison d'Albi la plus visitée car elle offre aux visiteurs un lieu d'exposition unique, notamment sur l'enfance de Toulouse-Lautrec. La pharmacie des Pénitents ou maison Enjalbert est une autre maison Renaissance datant du XVIe siècle. Elle possède une sculpture de bois représentant un personnage phallique.

#### Édifices religieux

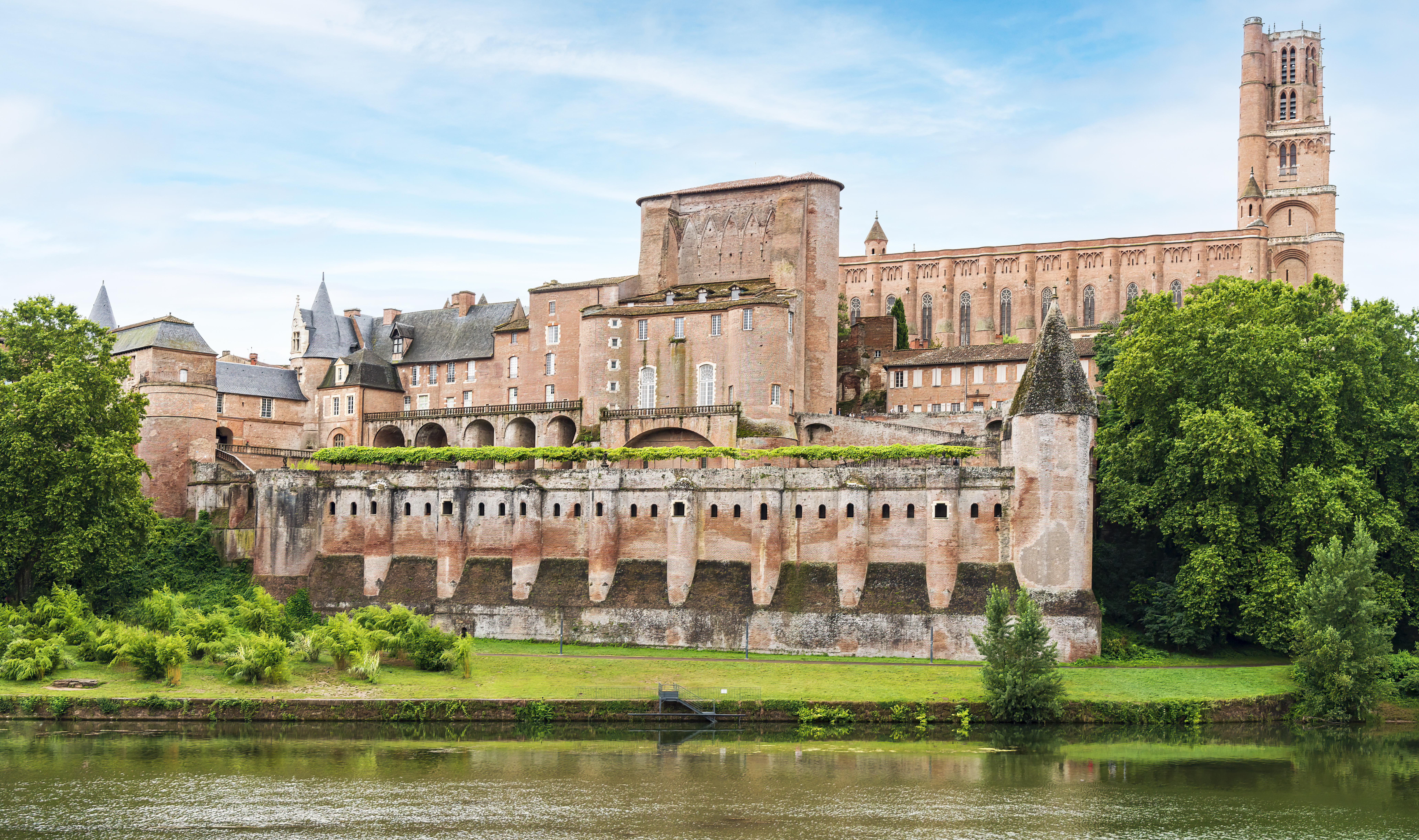
Le palais de la Berbie et la cathédrale Sainte-Cécile.

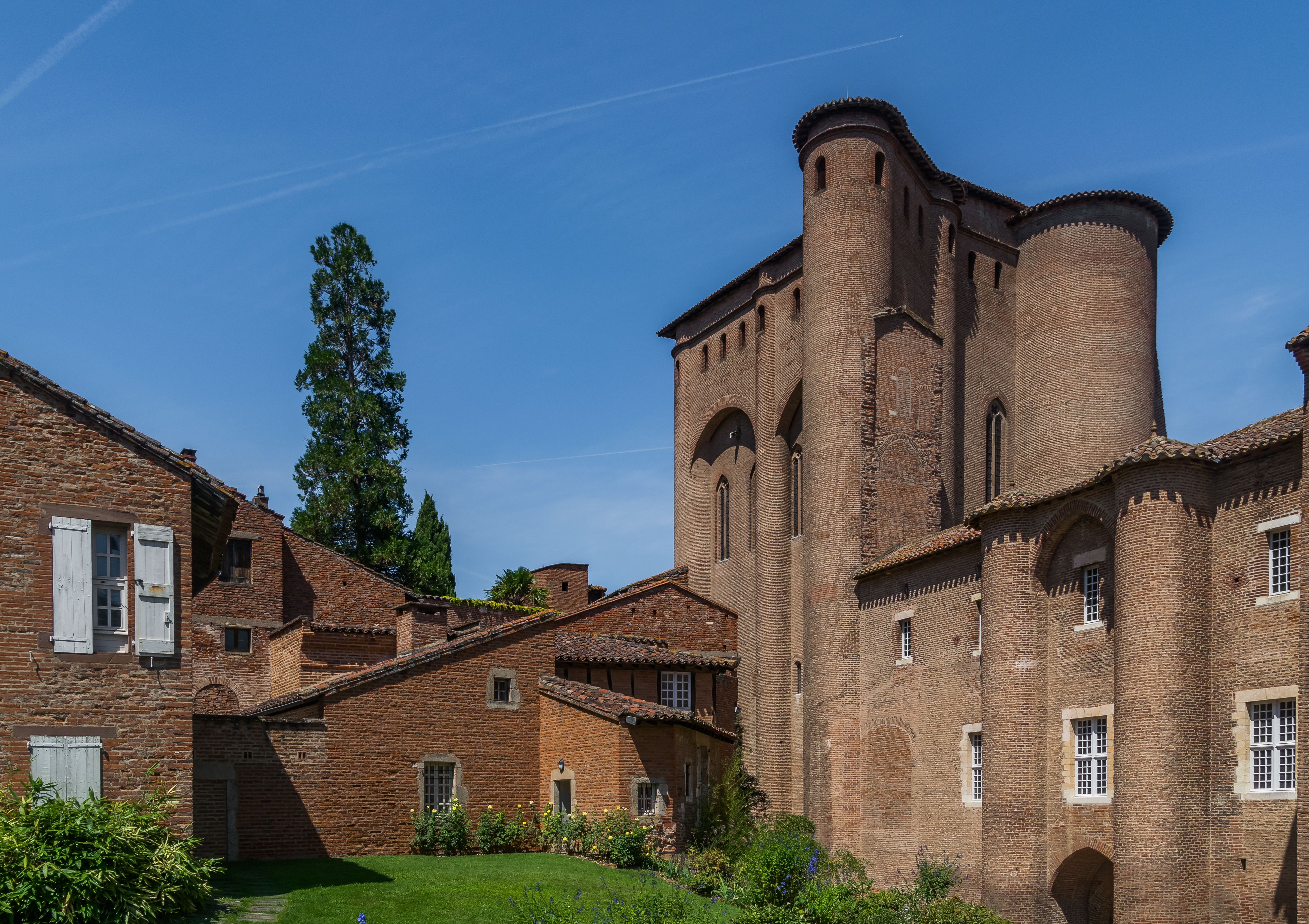
Le palais de la Berbie.

Le palais de la Berbie et ses jardins forment avec la cathédrale l'ensemble de la cité épiscopale édifiée après la croisade contre les Albigeois. l'édification d'une telle construction permet de protéger les évêques d'Albi, devenus les maîtres de la ville, des hostilités des cathares et des bourgeois d'Albi. Elle permet aussi de se protéger d'éventuelles attaques extérieures et de renforcer la présence de l'inquisition. Le palais dispose en effet d'une salle des questions et d'une prison. Le nom de Berbie vient de l'occitan bisbé qui signifie évêques. Au XIIIe siècle, l'évêque Bernard de Castanet est le personnage décisif dans la construction de cet ensemble. Il fait construire le donjon haut de cinquante mètres, les quatre tours et les murailles. Il entoure le palais de courtines et de remparts extérieurs jusqu'au Tarn. C'est à l'origine un château-fort qui se transforme au fil des siècles en résidence. En 1905, le palais devient le domaine du département et le maire Andrieu y installe le musée d'Albi. Il devient ensuite après la mort d'Henri de Toulouse-Lautrec en 1922 le musée en l'honneur de Toulouse-Lautrec avec la dotation de ses œuvres par sa mère à la municipalité.

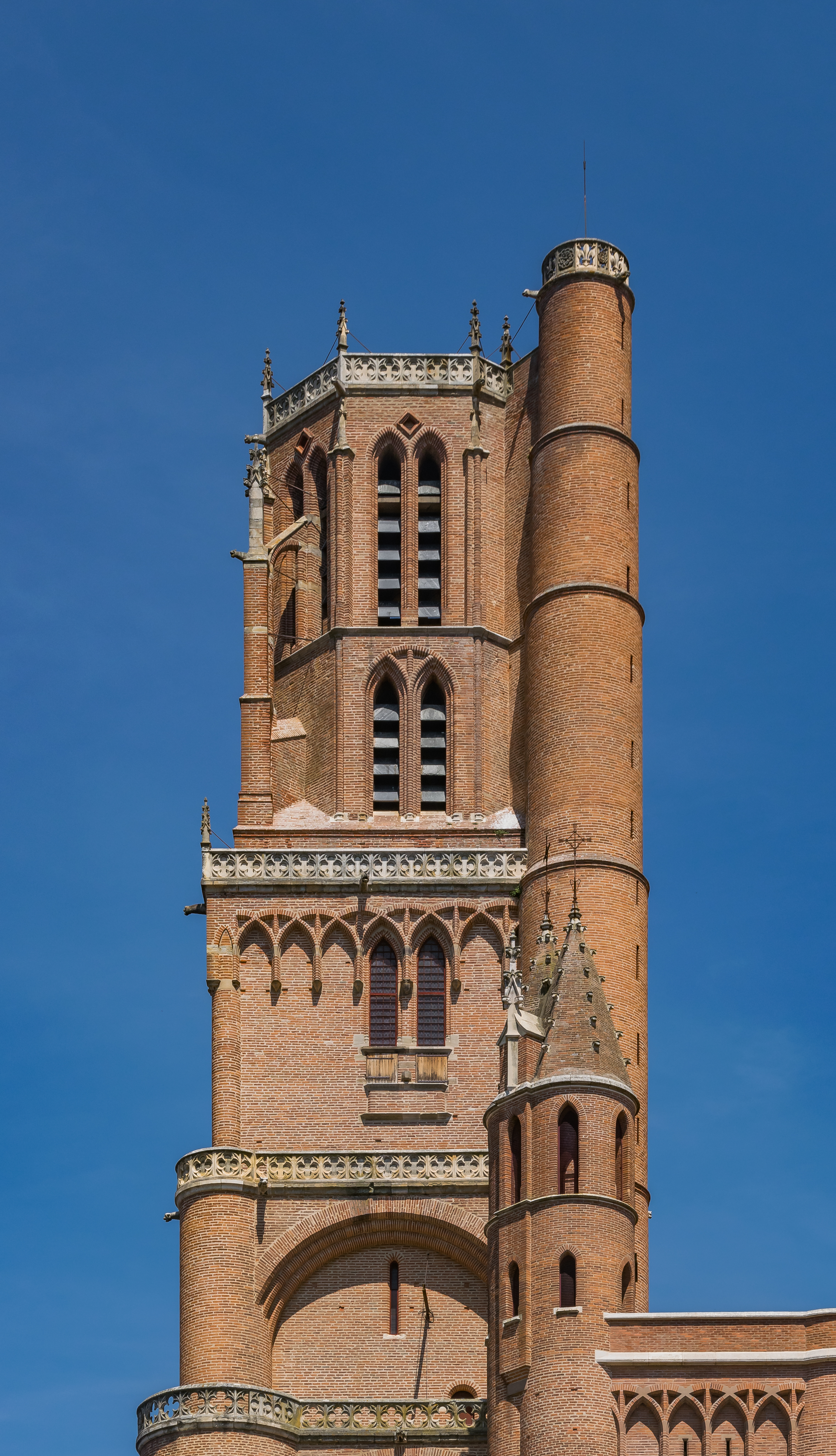
Clocher de la cathédrale Sainte-Cécile d'Albi.

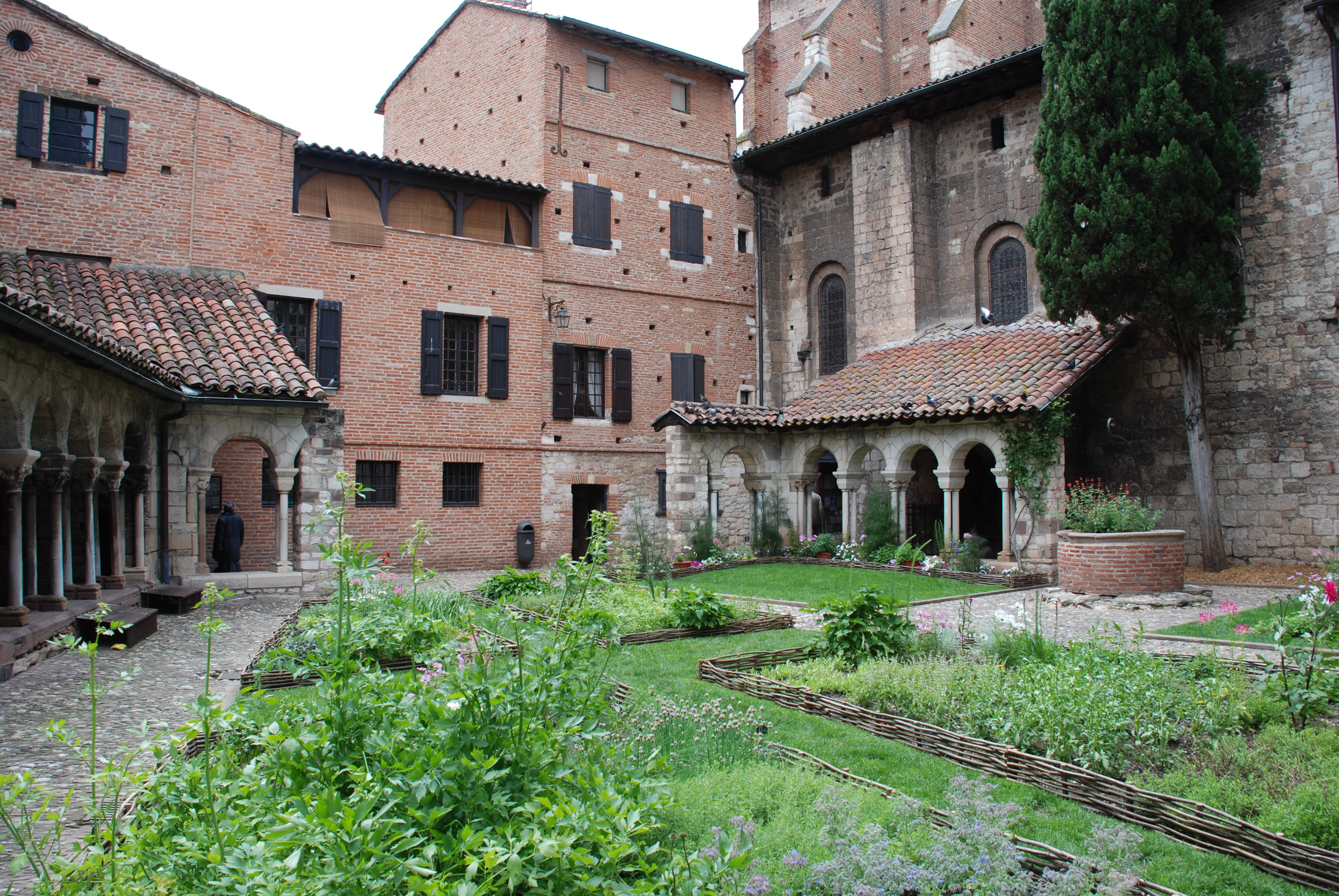
Cloître de la collégiale Saint-Salvi.

La cathédrale Sainte-Cécile place Sainte-Cécile a été édifiée entre le XIIIe siècle et le XVIe siècle par les évêques d'Albi devenus seigneurs d'Albi après la croisade contre les Albigeois. C'est un chef-d'œuvre du gothique méridional grâce à son architecture unique de brique et son décor intérieur constitué du plus vaste ensemble de peintures italiennes réalisé en France. La cathédrale présente des dimensions importantes avec 114 mètres de long, 35 mètres de large et 40 mètres de haut. Les tours du clocher se dressent à 78 mètres de haut. l'entrée se fait sur le côté dans la nef et non par le portail d'entrée sous le clocher à cause du manque de place. La cathédrale a été restaurée au XIXe siècle par l'architecte César Daly qui suréleva les murs et les contreforts de sept mètres. D'autres modifications ont été faites au XVe siècle avec la porte Dominique de Florence et le porche ou baldaquin du XVIe siècle. En 1948, la cathédrale est élevée au rang de basilique. La place qui entoure la cathédrale Sainte-Cécile est la place du même nom qui a été réaménagée avec de nombreux espaces piétons en 2005.
La collégiale Saint-Salvi , rue Mariès, est la plus vieille église d'Albi élevée en l'honneur de saint Salvi, le premier évêque d'Albi au VIe siècle. l'ensemble de la construction mélange aussi la pierre et la brique. Son architecture a longtemps été modifiée du XIe au XVIIIe siècle. Elle possède un cloître du XIIe siècle mélangeant le style roman et gothique. Il est entouré de belles maisons anciennes servant autrefois de résidence aux chanoines. Le clocher est une tour dont la base romane date du XIe siècle et dont le premier étage est gothique. Le haut de la tour est surmonté d'un couronnement en brique surmonté d'une échauguette dite tour du guetteur, d'allure florentine.
Albi possède aussi des églises plus modernes :
- l'église Notre-Dame-du-Breuil, rue Notre-Dame du Breuil. l'édifice a été inscrit au titre des monuments historiques en 2005[163].
- l'église Sainte-Madeleine, rue de la Madeleine ;
- l'église Saint-Jean de Rayssac, rue Dumont d'Urville. l'édifice a été inscrit au titre des monuments historiques en 2005[164] ;
- l'église Saint-Joseph, Boulevard Montebello ;
- l'église Notre-Dame de Fonlabour, chemin de l'Église Fonlabour ;
- l'église Saint-Antoine, rue Comté Chardonnet ;
- l'église Notre-Dame-de-la-Drèche. l'édifice a été classé au titre des monuments historiques en 1995[165] ;
- le clocher de l'ancienne église Saint-Loup, rue Saint-Loup ;
- l'église Saint-Jean-Baptiste des Brus.

Albi possède aussi de nombreuses chapelles :
- la chapelle du centre hospitalier spécialisé Pierre Jamet, rue de Lavazière ;
- la chapelle du couvent des Dominicaines, rue de la République ;
- la chapelle du Grand Séminaire, rue de la République ;
- la chapelle de l'hôpital général, place de Lapérouse ;
- la chapelle du lycée Lapérouse, rue Émile Grand ;
- la chapelle Sainte-Carême, rue Sainte-Carême ;
- la chapelle Saint-Jean de Veyrières, rue Paul Claudel ;
- la chapelle Saint-Joseph, rue Négo Danos ;
- la chapelle Saint-Martin, rue Jean Rieux ;
- le temple protestant, rue Fontvieille (temple réformé d'Albi). l'édifice a été inscrit au titre des monuments historiques en 2015[166] ;
- l'assemblée évangélique action chrétienne, rue Gaspard Monge ;
- l'église évangélique baptiste, rue de la Curveillère ;
- l'église évangélique, place Stalingrad ;
- l'église évangélique protestante, rue Marranel ;
- la salle du royaume des témoins de Jéhovah, rue des 3 buissons.

### Équipements culturels

#### Musées

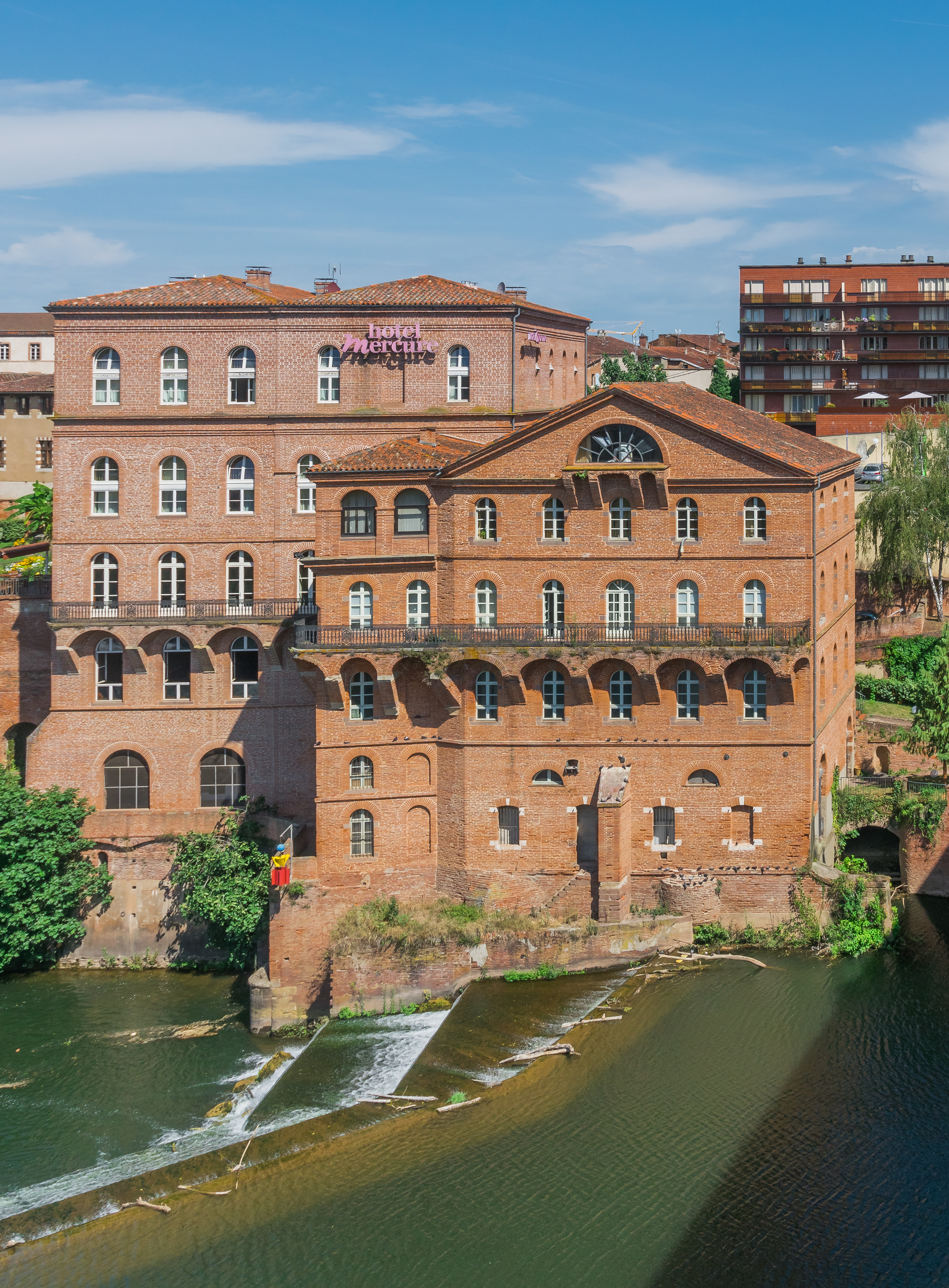
Centre d'art Le LAIT aux Moulins Albigeois.

Le musée Toulouse-Lautrec est un musée consacré aux œuvres d'Henri de Toulouse-Lautrec né à Albi.
Le musée retrace l'ensemble de l'œuvre de l'artiste de sa première composition sur les chevaux jusqu'à sa dernière toile, Un examen à la faculté de Paris en passant par des œuvres majeures comme Au salon de la rue des Moulins.

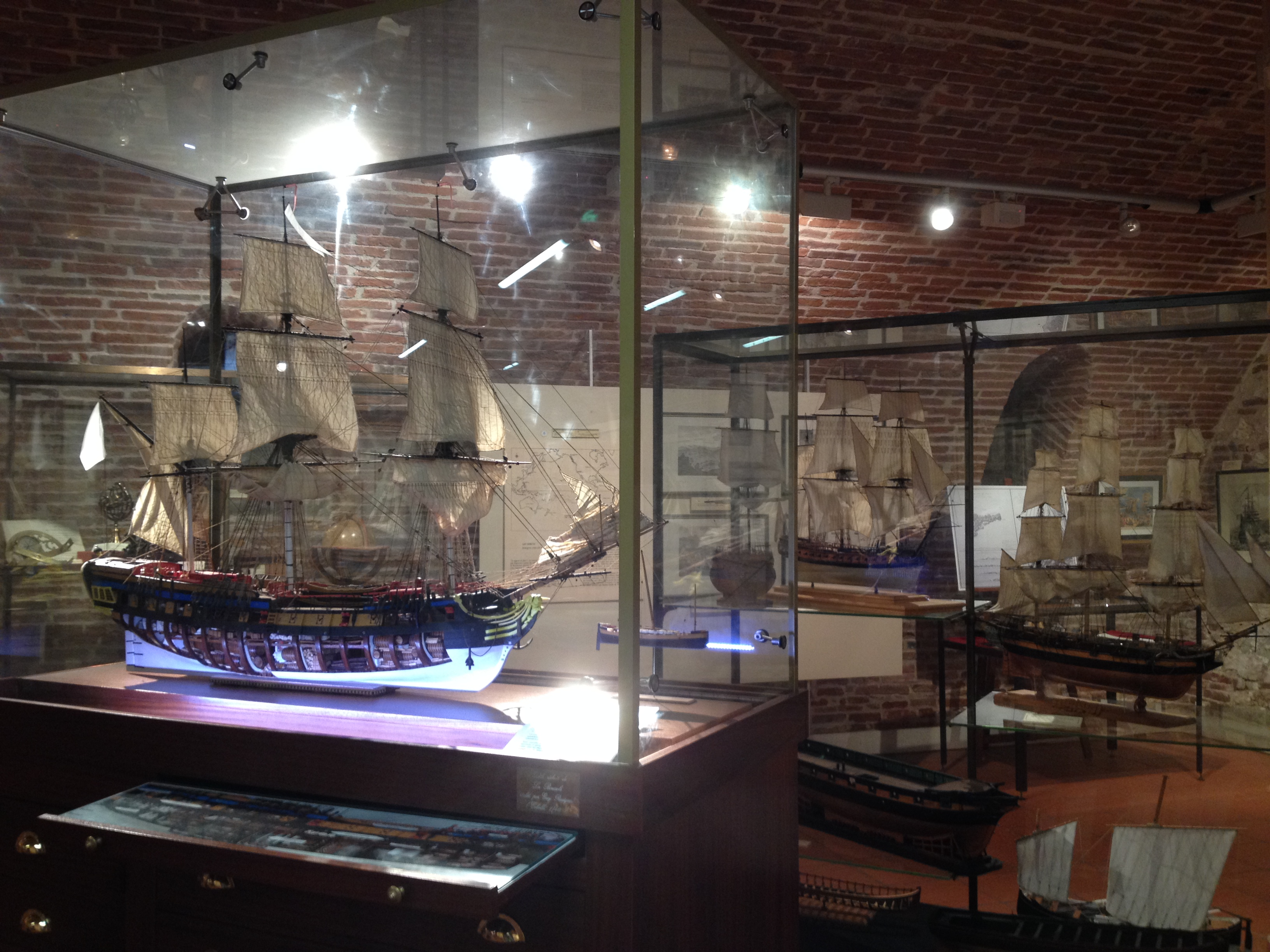
Le musée Lapérouse.

Albi possède un autre musée important : le musée Lapérouse. Il regroupe la collection de l'explorateur Jean-François de Galaup, comte de Lapérouse du XVIIIe siècle. Les collections permettent d'avoir un aperçu de la connaissance du monde avant Lapérouse, jusqu'au navigateur Cook, puis de l'après Lapérouse.
La ville héberge aussi un centre d'art Le centre d’art Le Lait, laboratoire de recherches consacré à la création contemporaine et sa transmission : production d’œuvres inédites, films documentaires, expositions, éditions, conférences, colloques et ateliers. Le Laboratoire Artistique International du Tarn, a déjà accueilli de nombreux créateurs émergents et des artistes de renommée internationale comme Daniel Buren, Claude Lévêque, Chen Zhen.
On trouve également un musée unique de miniatures dans le quartier de la Madeleine. Le Musée Académie des Miniatures présente une collection originale de vitrines réalisées à l'échelle 1/7e par l'artiste Annie Jaurès. Bien implanté dans le paysage culturel et artistique de la ville, ce lieu insolite propose aussi des ateliers, des soirées lecture ou thématiques et des événements originaux.

#### Musique
La ville possède un centre national de création musicale, le GMEA. Côté milieu associatif, on trouve Pollux Association, Le local à bohème.

#### Théâtres

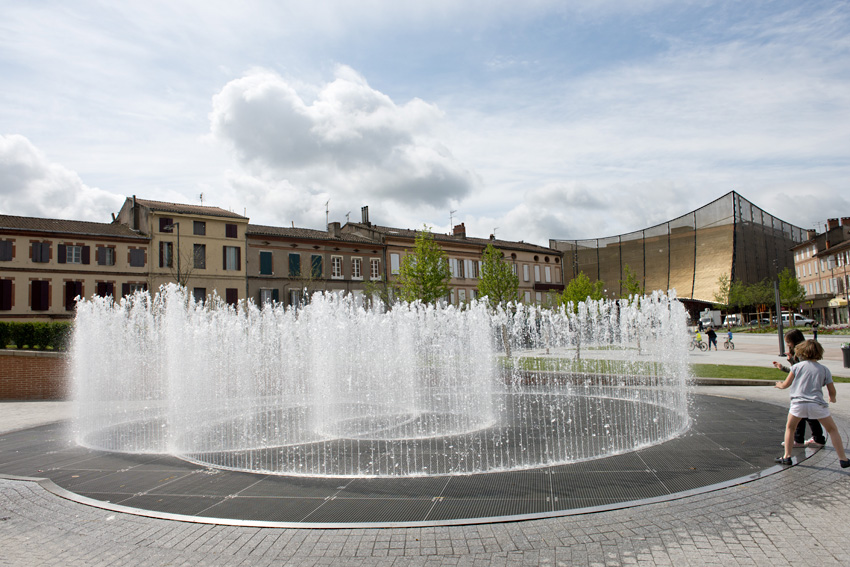
Place Lapérouse et sa fontaine avec le Grand Théâtre des Cordeliers en arrière-plan.

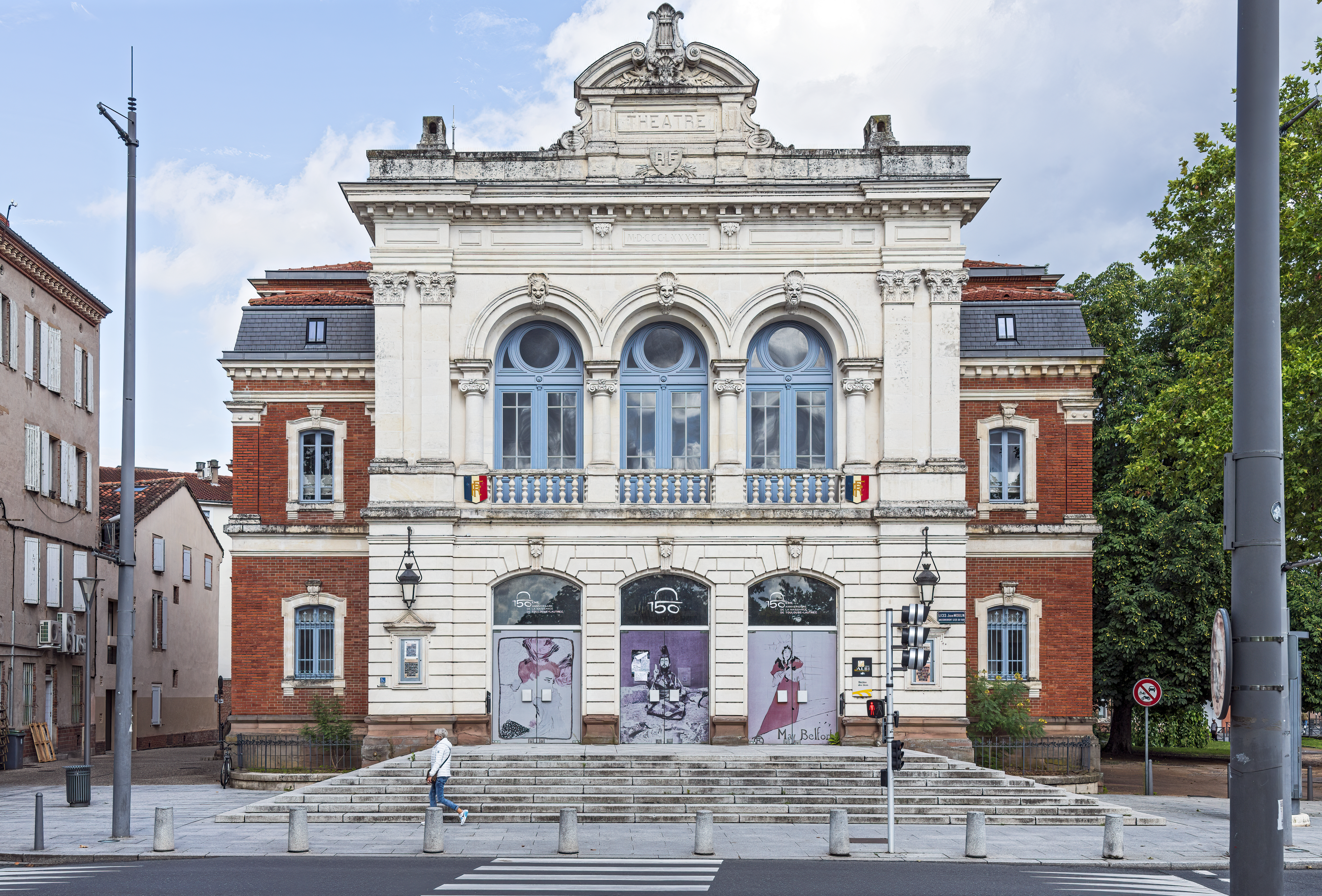
Le théâtre municipal d'Albi.

Il existe deux théâtres à Albi. Le grand théâtre des Cordeliers, inauguré en 2014, dispose de trois salles mais aussi d'un restaurant au sommet et d'un parking souterrain. Il sert parfois de salle de congrès. Le théâtre municipal d'Albi date pour sa part de 1893.

#### Cinémas
Albi possède trois cinémas. Le cinéma des Cordeliers, premier multiplexe du Tarn, a ouvert ses portes en décembre 2013. Il dispose de 8 salles et est équipé pour la 3D. Les deux autres cinémas, le Lapérouse et la salle Arcé, sont plutôt orientés art et essai. L'ancien cinéma le Tivoli situé place Fernand-Pelloutier a fermé ses portes pour laisser place au Cordeliers.

#### Bibliothèques
La ville d'Albi propose un réseau de bibliothèques constitué de la médiathèque Pierre-Amalric, de la bibliothèque de Cantepau et du médiabus. Par ailleurs, la médiathèque Pierre Amalric conserve la Mappa mundi, une des plus anciennes représentations du monde, datant du haut Moyen Âge. Elle est en possession des Albigeois depuis plus de 1 300 ans et est inscrite depuis 2015 comme Mémoire du Monde par l'UNESCO.

### Espaces verts

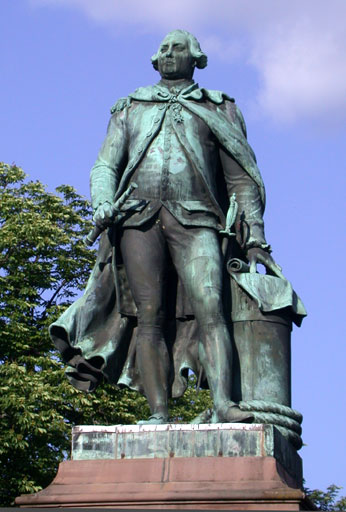
Statue de Jean-François de Galaup, comte de Lapérouse au square Lapérouse.

Albi possède de nombreux espaces verts ainsi que deux bases de loisir. Le square Lapérouse situé sur la place du même nom au sud de la ville est un petit jardin public construit en hommage à Jean-François de Galaup, comte de Lapérouse, un grand voyageur qui a parcouru de nombreux pays exotiques. Le Jardin national est un autre jardin public situé au sud de la place du Vigan. Il est constitué de formes géométriques mêlant perspectives et chemins de promenade. Il possède un bassin circulaire central et un kiosque à musique. Les jardins du Palais de le Berbie sont des jardins de style renaissance situés autour du palais de la Berbie, l'ancien palais épiscopal d'Albi. Ce sont d'anciens jardins en terrasses datant du XIIe siècle. Enfin, le parc Rochegude est un parc de quatre hectares possédant un hôtel du XVIIIe siècle et un petit cours d'eau. Il possède aussi le buste de l'amiral Rochegude.
Depuis 2002, Albi est récompensée par quatre fleurs au concours des villes et villages fleuris.
La ville possède aussi deux bases de loisirs situées le long du Tarn : La base de loisirs de Cantepau et celle de Pratgraussals.
Depuis 1997, les services municipaux embellissent la ville grâce à des compositions florales renouvelées chaque année.

### Vie militaire
Unités ayant été stationnées à Albi :
- 117e régiment d'infanterie, 1906 ;
- 15e régiment d'infanterie alpine, 1939 - 1940 ;
- 22e régiment d'infanterie coloniale, 1968 - 1979 ;
- 7e régiment parachutiste de commandement et de soutien dissous en 1992.

### Personnalités liées à la commune

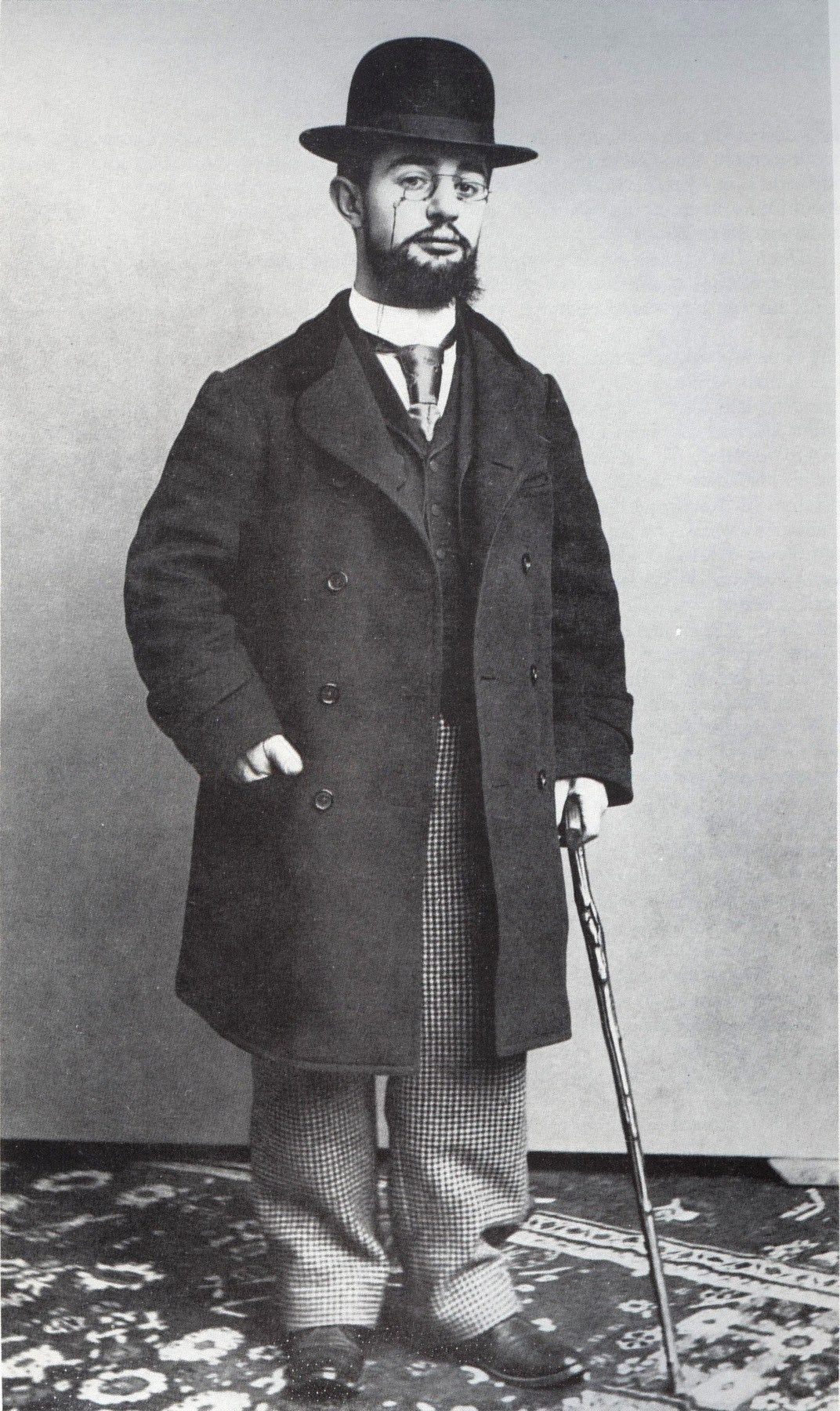
Henri de Toulouse-Lautrec, né à Albi en 1864.

Parmi les personnalités les plus célèbres d'Albi, on trouve le peintre Henri de Toulouse-Lautrec, l'explorateur Jean-François Galaup de La Pérouse, le marquis Henri Pascal de Rochegude, Henri Pistre prêtre surnommé « le Pape du rugby », Jean-Joseph Moussaron, archevêque sous l'Occupation et Juste parmi les Nations et saint Eugène de Carthage. Notons également que l'ancien Président de la République Française, Georges Pompidou, a fait toutes ses études à Albi (cité dans L'énigme Pompidou - de Gaulle, d'Arnaud Teyssier, publié aux éditions Perrin, en Mars 2001).

### Héraldique, logotype et devise

#### Héraldique et devise
|  | - Les armes d'Albi se blasonnent ainsi : De gueules au château crénelé de quatre pièces d'argent, maçonné de sable, ouvert du champ de deux portes coulissées d'argent, d'un léopard d'or, les pattes posées sur les quatre créneaux, le tout brochant sur une croix archiépiscopale d'or posée en pal, sénestrée en chef d'un soleil du même et adextrée d'une lune en décours d'argent. - Devise : La devise de la ville est Stat baculus vigilatque leo turresque tuetur ce qui signifie « La croix est levée, le lion veille et protège les tours ». Elle date de 1764. La croix fait allusion à la croix archiépiscopale des armes de la ville. Le blason de la ville est constitué de : - un mur crénelé à deux portes symbolisant la ville fortifiée ; - un mur soutenant en son milieu la crosse épiscopale accostée de la lune (décroissante) et du soleil, tous deux, éléments des armoiries des comtes de Toulouse, puis du Languedoc ; - un léopard placé sur ce mur, symbole de la force. |

#### Logotype

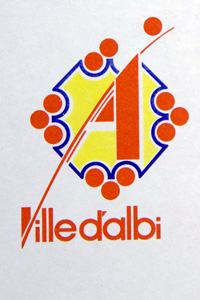
Logo de la Ville d'Albi de 1987 à 1996.
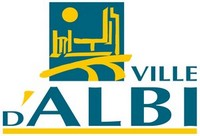
Logo de la Ville d'Albi de 1996 à 2021.
Logotype de la Ville d'Albi depuis 2021.